# Caroline Wozniacki
Caroline Wozniacki, née le 11 juillet 1990 à Odense, est une joueuse de tennis danoise, première mondiale pendant 71 semaines (67 entre 2010 et 2012, puis 4 en 2018). Elle est la seule joueuse danoise de l'histoire à avoir atteint un tel niveau.
Joueuse junior douée, elle remporte le tournoi de l'Orange Bowl à seulement quinze ans et Wimbledon junior l'année suivante. En octobre 2010, elle devient, à vingt ans, la vingtième joueuse numéro un mondiale de l'histoire de l'ère Open et est alors la sixième plus jeune joueuse à accéder à cette place.
Après un début de carrière prometteur, elle n'a remporté que cinq titres assez mineurs entre 2013 et 2016, avant de signer un retour au premier plan en 2017, décrochant notamment le Masters de fin d'année. Elle enchaîne en janvier 2018 en gagnant l'Open d'Australie, son premier tournoi du Grand Chelem. À cette occasion, elle redevient numéro un mondiale, six ans après avoir quitté cette place.
Caroline Wozniacki compte 30 titres professionnels sur le circuit WTA, dont 16 tournois WTA Premier, le troisième meilleur total dans cette catégorie d'épreuves, derrière Serena Williams et Petra Kvitová.

## Biographie
Née de parents polonais, elle commence la pratique du tennis à l'âge de 7 ans, entraînée par son père Piotr. Elle est issue d'une famille de sportifs, son père étant un ancien joueur de football professionnel en Pologne et au Danemark, sa mère, Anna, fut membre de l'équipe nationale polonaise de volley-ball, et son frère Patrick, est un joueur professionnel de football au Danemark. 
Caroline Wozniacki était en couple avec le golfeur Rory McIlroy. Il annonce leur séparation le 21 mai 2014. Elle épouse le 15 juin 2019 en Toscane le basketteur NBA David Lee. 
Le 11 février 2021, elle annonce attendre son premier enfant, une fille pour juin. Le 11 juin 2021, elle donne naissance à Olivia. Le 19 juin 2022, elle annonce attendre son deuxième enfant. Le 24 octobre 2022, elle annonce avoir donné naissance à James. 
Le 29 juin 2023, elle officialise son retour sur les courts et à la compétition, plus de 3 ans après avoir annoncé sa retraite.

## Carrière tennistique

### 2006- Victoire à Wimbledon juniors

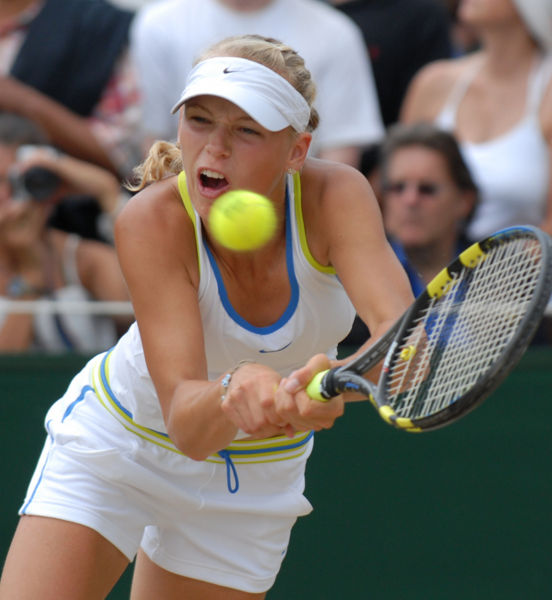
Wozniacki à Wimbledon en 2006.

Après quelques incursions sur le circuit WTA, une première sélection en Fed Cup et une finale à l'Open d'Australie junior (défaite contre Anastasia Pavlyuchenkova), Caroline commence sa carrière de joueuse professionnelle au tournoi de Memphis où elle atteint les quarts de finale en simple et la finale en double (avec Victoria Azarenka). Elle se défait par la même occasion de deux adversaires du top 100 (Kristina Brandi et Ashley Harkleroad). Elle effectue une saison sur terre plutôt correcte ponctuée par une finale d'un tournoi ITF, à Civitavecchia. Mais c'est vraiment à Wimbledon junior qu'elle fait parler son talent en décrochant son plus grand succès après notamment une demi-finale accrochée remportée contre Urszula Radwańska. Le reste de la saison se poursuit sur la même lancée : elle passe deux tours à Stockholm et s'extirpe des qualifications à Séoul où elle ne s'incline que face à Martina Hingis. Elle termine l'année sur une belle note en ouvrant son palmarès pro à Istanbul.

### 2007- Débuts à plein-temps sur le circuit
Résolue à ne plus jouer de tournoi chez les juniors, Caroline part dans un premier temps pour l’exhibition de Séoul et pour l'Australie où elle ne peut malheureusement pas jouer de matchs. Reste qu'elle engrange de l'expérience en côtoyant les meilleures joueuses. Elle met à profit tout son talent à Ortisei où elle gagne huit matchs d'affilée, écartant de son chemin des joueuses telles que Sofia Arvidsson et Alberta Brianti en finale. Ce succès et ses sponsors lui permettent alors d'obtenir deux invitations pour disputer les tournois de Memphis et d'Indian Wells. Elle parvient au second tour dans les deux tournois (défaite contre Venus Williams puis contre Martina Hingis). Entretemps, Caroline gagne son deuxième grand titre ITF à Las Vegas où elle ne laisse aucune chance à ses adversaires.
Débute alors la saison sur terre battue qui la voit atteindre la finale de l’ITF de Latina, puis les quarts de finale du tournoi WTA de Fès. Pour son premier Roland-Garros, Caroline doit s'incliner dès son entrée en lice face à Nathalie Dechy. Cette petite déception est réparée à Wimbledon où elle gagne son premier match avant de chuter face à Mara Santangelo. À ce moment parmi les 100 meilleures joueuses du monde, elle se faufile en quart de finale de Stockholm, s’offrant une probante victoire sur Elena Vesnina. Elle ne parvient toutefois pas à franchir un palier à l’US Open qui s'achève par un cuisant échec contre Alizé Cornet au second tour. La fin de la saison est difficile pour Caroline qui cède quatre fois en entrée de tournois, certes face à des joueuses de classement supérieur. Elle connaît néanmoins une éclaircie à Tokyo où elle obtient son meilleur résultat en se hissant en demi-finale. Venus Williams doit alors s'employer pour l'empêcher d’atteindre la dernière marche (6-3, 7-5).

### 2008- Premiers titres WTA

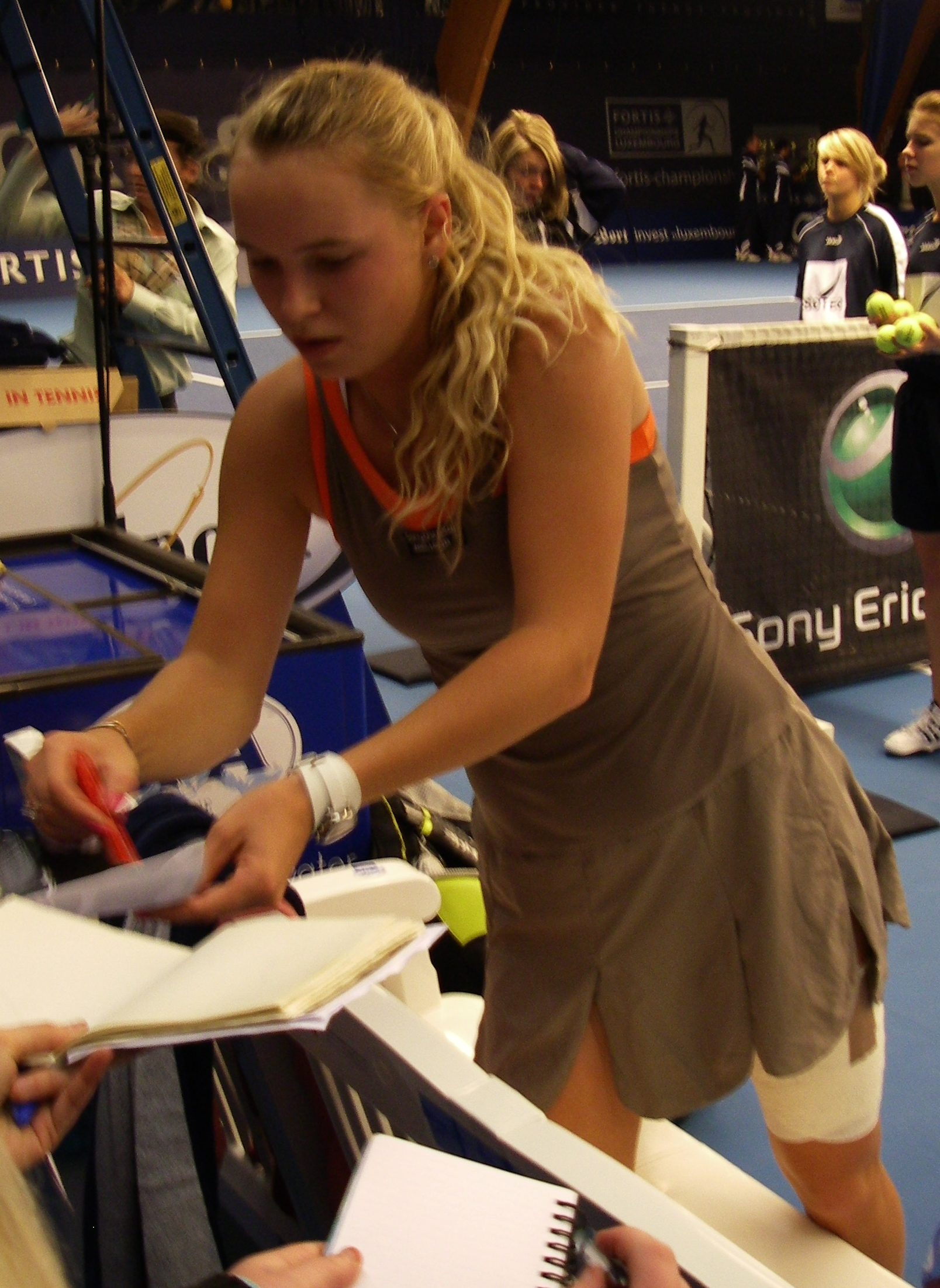
Wozniacki à Luxembourg en 2008.

L'Open d'Australie met Caroline Wozniacki sous le feu des projecteurs : la jeune Danoise étonne par des victoires de premier plan. Elle bat Gisela Dulko et Alona Bondarenko avant de donner du fil à retordre à Ana Ivanović en huitième de finale (6-1, 7-6). Elle se signale ensuite par des huitièmes de finale, contre Svetlana Kuznetsova à Indian Wells, Venus Williams à Miami et Maria Sharapova à Rome. À Roland-Garros et Wimbledon, elle échoue au troisième tour respectivement face à Ana Ivanović (6-4, 6-1) et Jelena Janković (6-2, 4-6, 2-6). Elle a été également huitième de finaliste à l'US Open en remportant la première manche 6-3, avant de céder les deux dernières 6-2 et 6-1, contre la no 2 mondiale qui ira jusqu'en finale (elle s'inclinera 6-4, 7-5 face à Serena Williams), Jelena Janković, la Serbe.
L'année 2008 est également l'année de ses premiers titres WTA en simple dames. Son premier succès a lieu au Tier IV de Stockholm, où elle remporte le titre sans perdre le moindre set et en maîtrisant en demi-finales la tête de série no 1 et tenante du titre Agnieszka Radwańska, 6-4, 6-1. Elle empoche ensuite le titre face à la Russe Vera Dushevina. Caroline reste dans sa bonne dynamique de l'été américain sur dur et remporte le tournoi Tier II de New Haven en écartant notamment Marion Bartoli et Alizé Cornet en deux sets et finalement la tête de série numéro un russe en finale, Anna Chakvetadze, sur le score de 3-6, 6-4, 6-1.
Si ses deux premiers tournois après l'US Open se terminent prématurément, Caroline écrase la concurrence au tournoi Tier III de Tokyo où, tête de série no 1, elle remporte le titre face à l'Estonienne Kaia Kanepi sur le score de 6-2, 3-6, 6-1.
Elle atteint en toute fin d'année la finale du tournoi Tier III assez relevé de Luxembourg, où elle est battue par la Russe Elena Dementieva après trois sets acharnés où elle manque de conclure le match à plusieurs reprises dans le troisième set. La rencontre et son année se soldent sur un cruel 6-2, 4-6, 6-74.

### 2009- Première finale en Grand Chelem à l'US Open
Commençant la saison comme no 12 mondiale, Caroline Wozniacki participe d'abord aux Internationaux de Sydney où elle est battue en quart de finale par Serena Williams après avoir manqué trois balles de match en sa faveur. À l'Open d'Australie, la jeune joueuse est vaincue au 3e tour par la revenante et ex-numéro quatre mondiale Jelena Dokić.
À la suite de cette relative désillusion, elle se qualifie pour sa première finale de la saison, au tournoi de Memphis. Malgré son statut de favorite, elle est assez sèchement battue par Victoria Azarenka, aux côtés de laquelle elle gagne néanmoins la compétition de double dames.

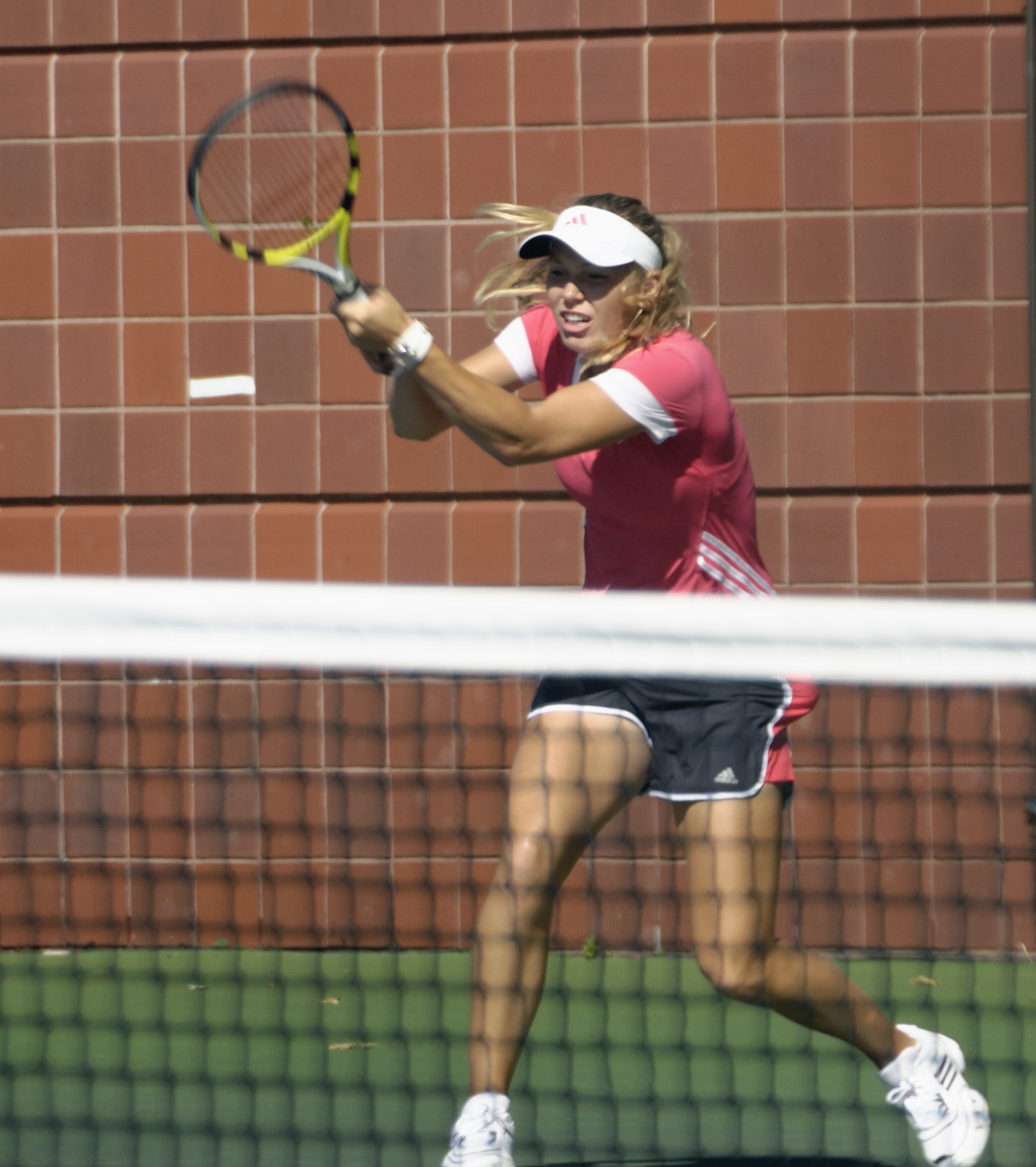
Caroline Wozniacki à l'US Open en 2009.

Wozniacki continue sur sa lancée en mars, où son parcours la mène jusqu'aux quarts de finale de l'Open d'Indian Wells puis de l'Open de Miami ; elle y est alors respectivement éliminée par Vera Zvonareva et Svetlana Kuznetsova. Le mois d'avril la voit décrocher son quatrième titre de simple en carrière, à Ponte Vedra Beach (face à la Canadienne Aleksandra Wozniak en finale) ; elle atteint également la finale à Charleston la semaine suivante, non sans avoir sorti de haute lutte Elena Dementieva en demi-finale, mais doit céder la victoire à la jeune Allemande Sabine Lisicki. Sur la terre battue de Madrid, elle atteint la finale après avoir éliminé la Française Amélie Mauresmo en deux sets, mais se fait battre facilement (6-4, 6-2) par la Russe no 1 mondiale, Dinara Safina.
À Eastbourne (tournoi Premier), elle se qualifie pour la finale en éliminant Samantha Stosur difficilement au second tour, et gagne contre Virginie Razzano pour s'adjuger le trophée à seulement 18 ans. En août à New Haven, elle remporte le titre face à Elena Vesnina en finale et en deux manches.
Le 13 septembre 2009, Caroline parvient à se hisser en finale de l'US Open à seulement 19 ans face à une autre Belge Kim Clijsters, revenant de deux ans de pause dans sa carrière ; et après avoir battue au tour d'avant en demi-finale la surprenante Belge Yanina Wickmayer (6-3, 6-3),. Elle élimine notamment sur son passage Svetlana Kuznetsova, tête de série no 6 en remportant les deux tie-breaks du deuxième et troisième set (2-6, 7-65, 7-63), puis affronte la tombeuse des Russes en quart Melanie Oudin qui est battue facilement (6-2, 6-2) et se qualifie pour les demi-finales. Caroline s'incline en finale en deux sets (7-5, 6-3) malgré un match de très bonne facture et une défense impressionnante face au jeu puissant de la Belge.
La fin de saison est plus difficile car Caroline enchaîne deux éliminations au premier tour, tout d'abord en abandonnant contre Aleksandra Wozniak à Tokyo puis contre María José Martínez Sánchez à Pékin. Elle se ressaisit à Ōsaka en atteignant les demi-finales, perdant contre l'Australienne Samantha Stosur en trois sets (6-0, 4-6, 6-4).
Caroline Wozniacki participe aux Masters et gagne ses deux premiers matchs face à Victoria Azarenka et Vera Zvonareva. Elle perd son dernier simple contre Jelena Janković mais ses résultats lui suffisent pour atteindre les demi-finales, où elle abandonne contre la numéro un mondiale Serena Williams alors que le score est de 6-4, 0-1.

### 2010- Numéro un mondiale
Caroline Wozniacki démarre difficilement la saison 2010. Après un tournoi exhibition à Hong Kong, elle fait l'impasse sur la première semaine du circuit WTA, puis ne dépasse pas le premier tour aux Internationaux de Sydney, où elle perd face à la Chinoise Li Na. Perdant près de 200 points au classement, elle reste néanmoins no 4 mondiale.
Elle débute l'Open d'Australie en tant que tête de série no 4. Après avoir battu facilement Aleksandra Wozniak, Julia Görges, puis la tête de série no 29 Shahar Peer, elle échoue en huitièmes de finale, où elle s'incline une nouvelle fois face à Li Na. En double dames, elle s'aligne aux côtés de Anabel Medina Garrigues, mais perd au premier tour face à la paire Bacsinszky-Garbin.
En mars, elle atteint la finale du tournoi d'Indian Wells, défaite par Jelena Janković sur le score de 6-2, 6-4. Cette performance lui permet d'atteindre le deuxième rang mondial. Elle enchaîne par un quart-de-finale à Miami, où elle est battue par Justine Henin en trois manches.

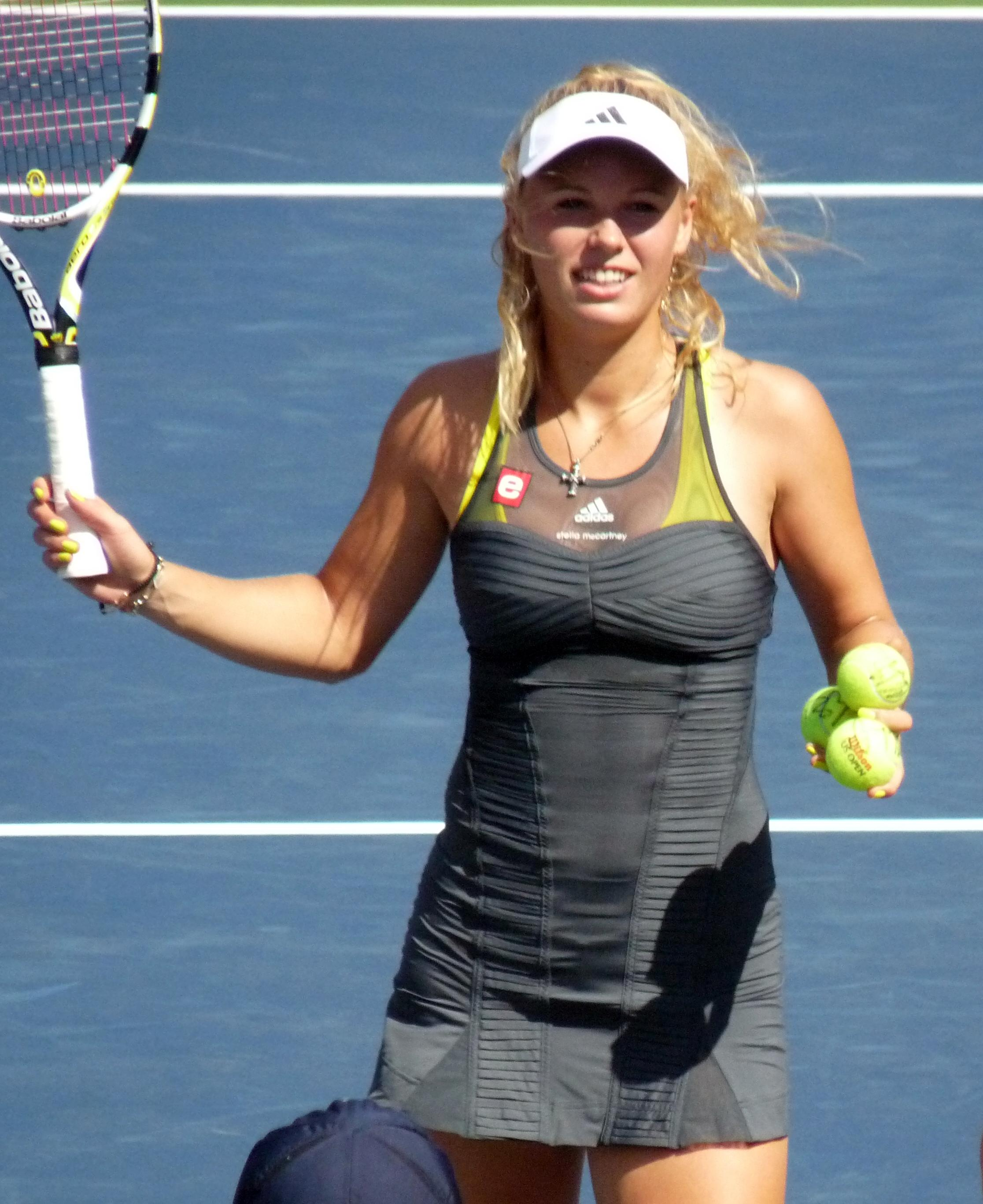
Wozniacki à l'US Open en 2010.

En avril, sur la terre battue américaine, elle conserve son titre à Ponte Vedra Beach puis atteint la demi-finale à Charleston, battue par Vera Zvonareva. À Roland-Garros, elle bat notamment l'Italienne Flavia Pennetta en huitièmes avant de s'incliner au tour suivant contre une autre Italienne, Francesca Schiavone, future vainqueur.
Durant la saison sur gazon, elle est sortie dès le premier tour du tournoi d'Eastbourne, où elle était tenante du titre, par la Française Aravane Rezaï. À Wimbledon, elle est éliminée au 4e tour par Petra Kvitová sur le score de 6-2 6-0 en 45 minutes de jeu.
En août, devant son public, elle remporte la finale du tournoi de Copenhague, en battant la Tchèque Klára Zakopalová. Elle ne confirme cependant pas lors du tournoi de Cincinnati, où elle perd contre une Marion Bartoli plus agressive. La numéro deux mondiale se rattrape à Montréal, où elle gagne la finale face à Vera Zvonareva sur le score de 6-3, 6-2. Elle remporte ainsi le plus beau titre de sa carrière, à une semaine de la dernière levée du Grand Chelem dont elle est tête de série numéro un à la suite du forfait de Serena Williams. Elle enchaîne la semaine suivante par une victoire à New Haven. Elle domine successivement Dominika Cibulková en deux sets, Flavia Pennetta par forfait puis les Russes Elena Dementieva et Nadia Petrova à chaque fois en trois sets ce qui lui permet de remporter l'US Open Series.
Lors de l'US Open, Caroline gagne ses trois premiers matchs contre Chelsey Gullikson, Chang Kai-Chen et Chan Yung-Jan en ne concédant que trois jeux à ses adversaires. Elle bat ensuite en deux sets Maria Sharapova puis Dominika Cibulková. Elle s'incline en demi-finale contre Vera Zvonareva au terme d'un match qui la voit réaliser plus de fautes directes qu'à l'accoutumée,.
Sa fin de saison débute par l'Open de Tokyo. Elle remporte ce tournoi en battant Victoria Azarenka en demi-finale (6-2, 6-73, 6-4) puis Elena Dementieva en finale (1-6, 6-2, 6-3).
Lors du tournoi de Pékin, elle remplit la condition nécessaire à l'accession à la place de numéro un mondiale en atteignant les quarts de finale du tournoi à la suite d'une victoire sur Petra Kvitová 6-3, 6-2, et devient ainsi dès le 11 octobre 2010, la vingtième numéro un mondiale de l'histoire de la WTA. Quelques jours plus tard, elle remporte le tournoi aux dépens de Vera Zvonareva, prenant ainsi sa revanche de l'US Open.
Pour le Masters de fin d'année à Doha, elle tombe dans le groupe bordeaux, composé d'Elena Dementieva, de Samantha Stosur et de Francesca Schiavone. Pour son premier match, elle bat nettement Dementieva. Dominée ensuite par Stosur, sa victoire contre Schiavone lui permet de s'assurer la première place mondiale à la fin de la saison. Elle devient ainsi la dixième joueuse à réussir cette performance depuis 1975. En demi-finale, elle prend le dessus sur Vera Zvonareva, mais rend les armes à la conclusion face à Kim Clijsters, manquant ainsi l'opportunité d'accrocher un tournoi majeur à son palmarès, et d'asseoir davantage sa position de numéro un mondiale.

### 2011- Bonnes performances et2eannéeà la première place mondiale
Caroline Wozniacki entame l'année 2011 par des matchs-exhibition. Ces matchs se soldent par une défaite contre Kim Clijsters et Vera Zvonareva. Par contre elle domine Li Na. Son premier match en compétition officielle a lieu le 11 janvier à Sydney et se termine par une défaite contre Dominika Cibulková.

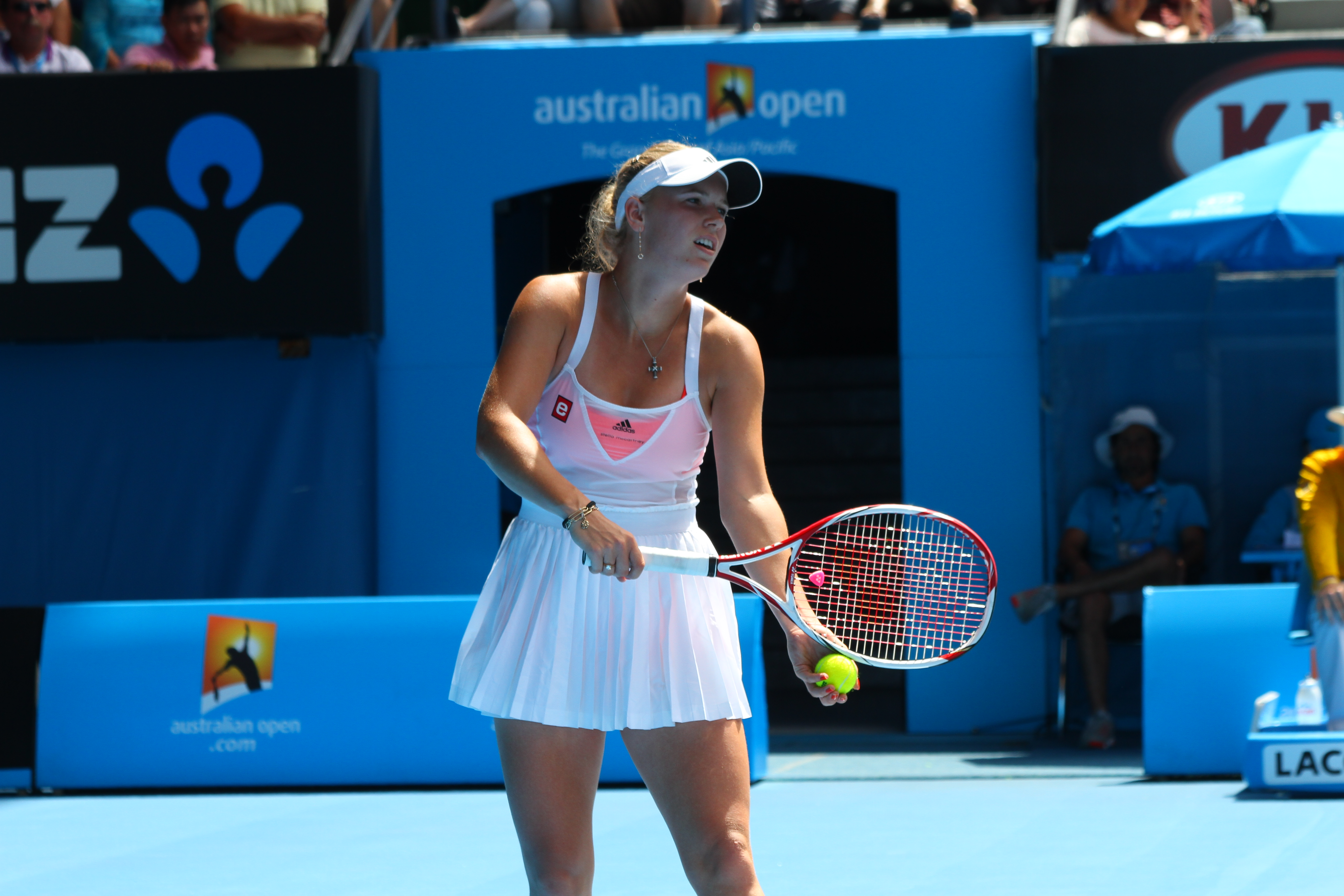
Wozniacki à l'Open d'Australie en 2011.

La semaine suivante, elle aborde le premier Grand Chelem de l'année, l'Open d'Australie. Tête de série numéro un du fait de sa première place au classement mondial, elle remporte ses quatre premiers matchs en deux sets. En quart de finale, la Danoise affronte Francesca Schiavone, qui sort d'un match de plus de quatre heures contre Svetlana Kuznetsova. L'Italienne gagne la première manche mais ne peut confirmer ensuite malgré un break d'avance en début de deuxième set. La Danoise s'impose finalement 3-6, 6-3, 6-3 et rejoint Li Na en demi-finale et s'assure ainsi de garder sa première place mondiale après le tournoi. Elle perd en demi-finale contre la Chinoise en trois sets après avoir eu 1 balle de match à 5-4 dans le deuxième set, ce qui est son meilleur résultat dans le tournoi australien. À l'issue de l'Open d'Australie, elle dispose de 140 points d'avance sur la vainqueur de ce Grand Chelem, la Belge Kim Clijsters. Mi-février, la qualification de Kim Clijsters pour les demi-finales de l'Open GdF Suez met provisoirement fin au règne de la Danoise au classement mondial. Wozniacki a donc été numéro un mondiale durant 18 semaines consécutives. La semaine suivante, Wozniacki reprend la première place mondiale à la Belge grâce à sa qualification en demi-finale de l'Open de Dubaï. Le dimanche, en battant Kuznetsova (6-1, 6-3), elle gagne son treizième titre, le premier de l'année.
À Doha, elle trace sa route sans rencontrer vraiment d'opposition jusqu'à la finale, où elle s'incline contre Vera Zvonareva (6-4, 6-4). Elle remporte ensuite le tournoi d'Indian Wells, premier mandatory de l'année, au terme d'une finale disputée en trois sets contre Marion Bartoli.
Elle ne confirme cependant pas à Miami, où elle s'incline en huitièmes face à une excellente Andrea Petkovic.
Elle démarre la tournée de terre battue sous les meilleurs auspices en remportant le tournoi de Charleston où elle bat coup sur coup Yanina Wickmayer et Jelena Janković, avant d'éteindre Elena Vesnina au cours d'une finale à sens unique. Deux semaines plus tard, Caroline Wozniacki perd en finale du tournoi de Stuttgart face à l'Allemande Julia Görges. Elle envisage alors une collaboration avec Martina Navrátilová qui rejoindrait sa structure d'entraînement où on retrouverait son père ainsi que Sven Gröneveld et Mats Merkel. À Rome, elle atteint la demi-finale seulement battue par Maria Sharapova en deux manches (7-5, 6-3). Elle remporte ensuite le tournoi de Bruxelles contre la Chinoise Peng Shuai après avoir notamment battu Francesca Schiavone en demi-finale. À Roland-Garros elle perd au troisième tour contre Daniela Hantuchová. Après avoir été changé de place dans le calendrier, la Danoise jouera comme l'an dernier le seul tournoi de son pays qui se jouait sur surface dure en indoor durant la saison sur gazon à l'approche de Wimbledon, le tournoi de Copenhague qu'elle remporte aisément en dominant la Tchèque Lucie Šafářová et elle décroche le dix-septième titre de sa carrière et le cinquième de la saison.
Elle fait l'impasse sur le tournoi d'Eastbourne où elle est tenant du titre. À Wimbledon, elle gagne son premier tour contre Arantxa Parra Santonja. Au deuxième tour, Wozniacki se défait de Virginie Razzano en deux manches 6-1 6-3. Au troisième tour, elle joue Jarmila Gajdošová, première tête de série depuis le début du tournoi londonien. Elle sort victorieuse de cette rencontre et égale sa meilleure performance à Wimbledon en atteignant pour la troisième fois le 4e tour. Elle perd une nouvelle fois en huitième de finale contre la surprenante Dominika Cibulková en trois sets (1-6, 7-65, 7-5).
Après Wimbledon, Wozniacki s'engage à Bastad en Suède en tant que tête de série no 1. Au 1er tour, elle domine la Française Alizé Cornet mais abandonne au deuxième à la suite d'une blessure à l'épaule alors qu'elle menait 6-2 0-1 face à Sofia Arvidsson.
Wozniacki ne commence pas idéalement sa tournée américaine sur dur. Tentante du titre de la Rogers Cup, elle échoue au premier tour pour la deuxième fois de la saison face à Roberta Vinci (22e mondiale) en deux sets alors qu'elle menait 5-1 dans le deuxième et perdre pied par la suite. Présente en tant que tête de série no 1 à Cincinnati, elle chute d'entrée une nouvelle fois face à la jeune invitée américaine Christina McHale.
Cependant, Wozniacki se sépare de son père en tant qu'entraîneur. Cette décision est prise à la suite de sa défaite au 4e tour de Wimbledon face à Cibulkova. Son nouvel entraineur doit améliorer et développer son jeu offensif.
Au tournoi de New Haven, Caroline Wozniacki gagne son premier match en tournée américaine contre Polona Hercog. Elle accède ensuite à sa quatrième finale d'affilée en battant notamment Francesca Schiavone (7-62, 6-3), et remporte le tournoi face à Petra Cetkovská (6-4, 6-1). Elle devient ainsi la dixième joueuse de l'histoire de la WTA à remporter quatre années d'affilée le même tournoi. C'est aussi son sixième titre de l'année, soit autant que la saison précédente.
Commence alors une longue période sans titre ni finale pour la joueuse danoise.
À l'US Open, elle se qualifie de nouveau pour les demi-finales en éliminant successivement Nuria Llagostera Vives, Arantxa Rus, Vania King, Svetlana Kuznetsova en huitièmes de finale et la 11e mondiale, Andrea Petkovic (6-1, 7-65) en quarts de finale. Mais chute en deux petits sets face à Serena Williams (6-2, 6-4).
Elle participe ensuite à l'Open de Tokyo où elle tenante du titre mais s'incline au 3e tour face à Kaia Kanepi (7-5, 1-6, 6-4). Tenante du titre également à l'Open de Chine, elle atteint les quarts de finale mais chute à ce stade face à Flavia Pennetta (3-6, 6-0, 7-62).
Pour le Masters de fin d'année à Istanbul, elle se retrouve dans le groupe rouge composé de Vera Zvonareva, Petra Kvitová et Agnieszka Radwańska. Elle remporte son premier match face à Agnieszka Radwańska en trois sets (5-7, 6-2, 6-4) mais perd ses deux matchs suivants face à Vera Zvonareva (6-2, 4-6, 6-3) et Petra Kvitová (6-4, 6-2) et ne parvient donc pas à se qualifier pour les demi-finales. Elle termine cependant l'année à la première place mondiale.

### 2012- Perte de la place de numéro un mondiale
Caroline commence officiellement sa saison au tournoi de Sydney où elle atteint un quart de finale, éliminée par Agnieszka Radwańska (6-3, 5-7, 2-6).

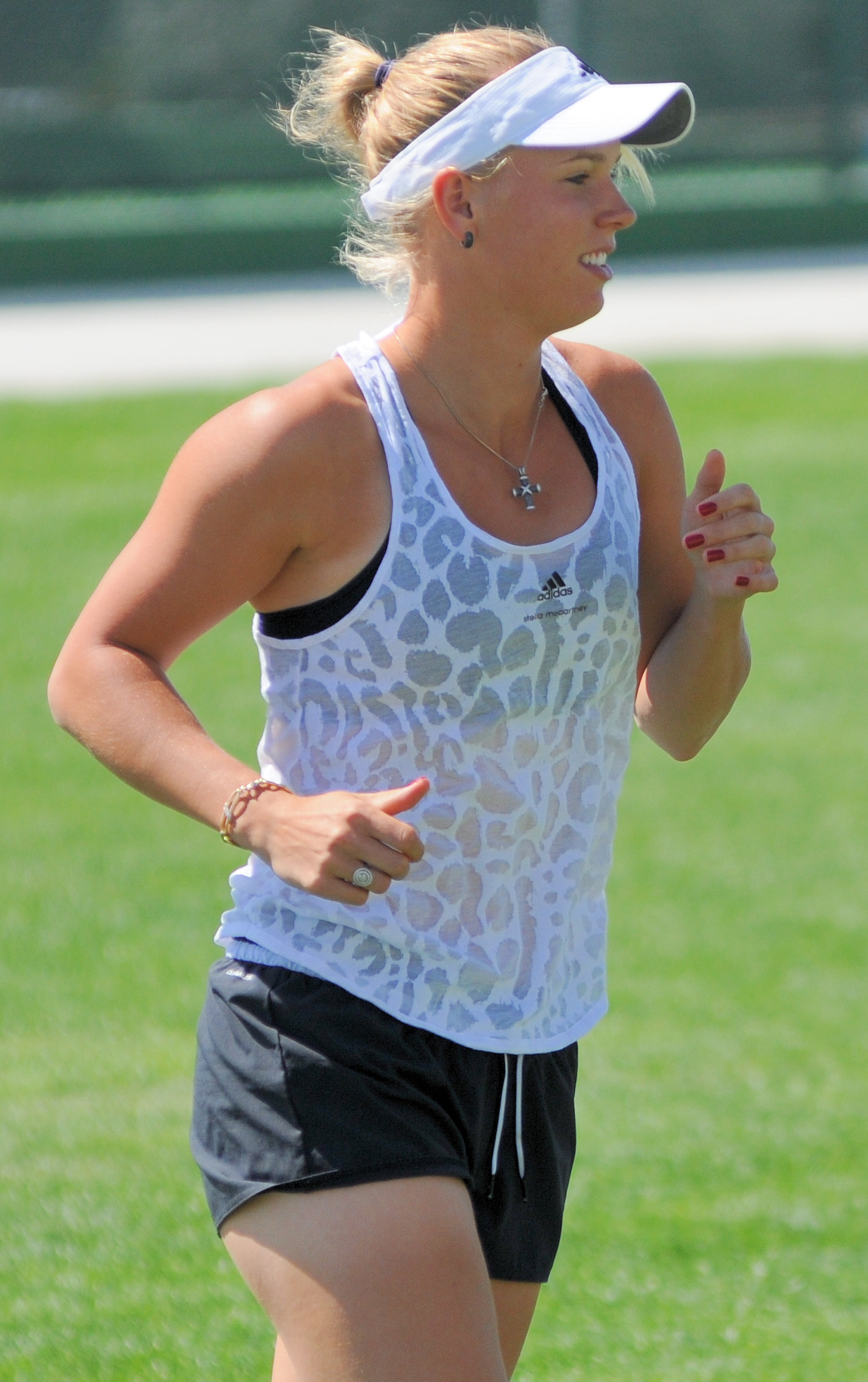
Caroline Wozniacki à Indian Wells lors d'un footing en 2012.

Elle se qualifie aisément pour un quart de finale à l'Open d'Australie en éliminant successivement Anastasia Rodionova, Anna Tatishvili, Monica Niculescu et Jelena Janković en huitièmes de finale, mais chute ensuite face à Kim Clijsters (6-3, 7-64). À l'issue du tournoi, elle perd sa place de numéro un mondiale après l'avoir occupée pendant 67 semaines et se retrouve à la quatrième place mondiale à la suite des qualifications de Petra Kvitová, Victoria Azarenka et Maria Sharapova pour les demi-finales,.
Caroline décide de se séparer de son nouvel entraîneur Ricardo Sanchez (ancien entraîneur de Jelena Janković) et décide de redonner le rôle d'entraîneur à son père. Rétrogradée à la quatrième place mondiale, la Danoise enchaîne sur le tournoi de Doha au Qatar et se fait sortir d'entrée par la Tchèque Lucie Šafářová.
Caroline échoue en demi-finale du tournoi de Dubaï face à Julia Görges tête de série no 19 (7-63, 7-5) et ne peut défendre son titre. Elle perd de nombreux points à l'issue de cette défaite, face à une adversaire contre qui elle enregistre sa troisième défaite d'affilée.
À Indian Wells, elle cède sa couronne en huitième de finale face à Ana Ivanović (6-3, 6-2) et recule encore au classement WTA. La semaine suivante, à Miami, elle atteint une demi-finale en battant pour cela Serena Williams, alors onzième mondiale, (6-4, 6-4) en 1h35, mais perdra dans un match tendu contre Maria Sharapova 2e joueuse mondiale, (4-6, 6-2, 6-4) après 2h34 de jeu.
En Grand Chelem, Caroline est éliminée au troisième tour de Roland-Garros. Lors du tournoi de Wimbledon, elle connait une nouvelle désillusion puisqu'elle est éliminée au premier tour par Tamira Paszek alors qu'elle a eu deux balles de match en sa faveur.
Sa saison cauchemardesque se poursuit avec des éliminations rapides au tournoi olympique en quart de finale encore contre Serena, et à l'US Open dès le premier tour. Sortant du top 10 au lendemain de la dernière levée du Grand Chelem de la saison, elle voit ses chances de participer aux Masters de fin d'année gravement compromises.
Toutefois, elle retrouve une bonne forme en septembre en remportant son premier tournoi de l'année, à Séoul, qui plus est en battant en finale Kaia Kanepi sur le score sec de 6-1, 6-0. Elle poursuit sur sa lancée à Moscou, en battant Samantha Stosur en finale (6-2, 4-6, 7-5), remportant ainsi son vingtième titre en carrière. Elle termine la saison 2012 à la dixième place, son plus mauvais résultat depuis 2008.

### 2013- Mauvaises performances en Grand Chelem, mais solides en tournois Premier
Caroline Wozniacki commence l'année 2013 par une défaite contre Ksenia Pervak lors du premier tour du tournoi de Brisbane. La semaine suivante, la Danoise perd au deuxième tour du tournoi de Sydney, battue par Svetlana Kuznetsova. C'est également Kuznetsova qui élimine Wozniacki à l'Open d'Australie, en huitième de finale alors 75e.

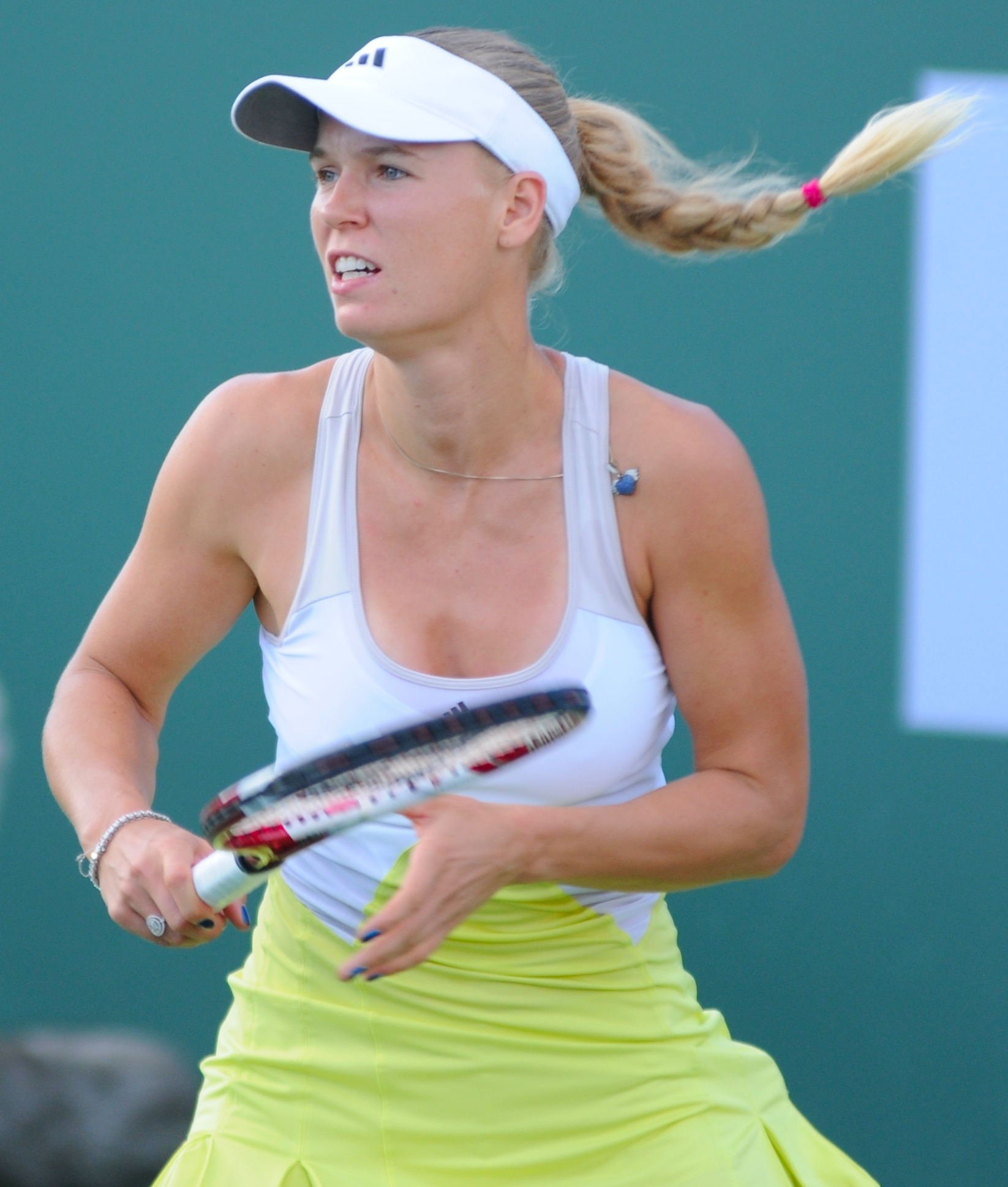
Caroline Wozniacki à Indian Wells en 2013.

Début mars, Wozniacki réalise enfin une bonne performance en atteignant la finale du tournoi d'Indian Wells, après avoir battue[Nadia Petrova (12e mondiale) (7-63, 6-3), puis bénéficiée du forfait d'Azarenka en quart et vaincu la 6e mondiale Angelique Kerber (2-6, 6-4, 7-5) dans un match plein.Elle sera cependant battue facilement 6-2, 6-2 par Maria Sharapova sans doute fatiguée de son précédent match.
Le printemps est catastrophique pour Wozniacki, qui est éliminée dès le premier tour aux tournois de Stuttgart, Madrid, Rome et Bruxelles. À Roland-Garros, Caroline Wozniacki est éliminée au second tour par Bojana Jovanovski. Sa saison sur terre battue se solde par un ratio de victoire d'à peine 25 %.
La saison sur herbe est à peine meilleure. Wozniacki s'engage au tournoi d'Eastbourne où elle est battue en demi-finale par la jeune espoir Américaine Jamie Hampton (6-78, 7-5, 6-3) alors issue des qualifications. À Wimbledon, Wozniacki dispose en entrée de l'Espagnole Estrella Cabeza Candela mais se fait sortir au second tour par Petra Cetkovská 196e mondiale.
Wozniacki commence plutôt mal les US Series. À Toronto, elle se fait éliminer par la future finaliste du tournoi Sorana Cîrstea dès le premier tour. Elle réalise néanmoins un bon parcours à Cincinnati. La Danoise élimine successivement Peng Shuai, Monica Niculescu et Petra Kvitová mais se fait éliminer en quart de finale par la no 2 mondiale Victoria Azarenka. Elle poursuit à New Haven ; vainqueur de ce même tournoi deux ans auparavant, elle est éliminée en demi-finale par la Roumaine Simona Halep (6-2, 7-5).
Caroline Wozniacki connaît une nouvelle désillusion en Grand Chelem lors de l'US Open. Elle bat la Chinoise Duan Ying-Ying au premier tour et Chanelle Scheepers au deuxième. L'ex-numéro un se fait alors surprendre par la jeune Italienne Camila Giorgi au troisième tour. C'est la première fois depuis 2009 que la Danoise n'atteint pas les quarts de finale d'au moins un des quatre tournois du Grand Chelem.
Wozniacki se hisse en demi-finale de l'Open de Tokyo et tient son rang à Pékin en allant jusqu'en quart de finale, défaite logiquement par la meilleure joueuse de la saison Serena Williams. Au tournoi de Luxembourg, elle est tête de série no 1 et favorite. Elle remporte son premier titre de la saison en battant Annika Beck (6-2, 6-2) en finale. Caroline Wozniacki termine la saison à la 10e place mondiale, comme la saison précédente.

### 2014- Deuxième finale en Grand Chelem
Absente du tournoi de Brisbane en raison d'une blessure à l'épaule droite, Caroline Wozniacki effectue son retour à la compétition à Sydney la semaine suivante et parvient à passer un tour face à Julia Görges (3-6, 6-2, 6-4) avant d'être battue au 2d tour par Lucie Šafářová. À l'Open d'Australie, elle passe deux tours puis cède en trois sets face à la jeune espoir Espagnole Garbiñe Muguruza.
L'ex-numéro un mondiale entame sa tournée au Moyen-Orient par une élimination dès son entrée en lice à Doha par la Belge Yanina Wickmayer. Elle se ressaisit à Dubaï avec des victoires sur Sabine Lisicki au 1er tour (2-6, 6-3, 6-3) et sur Sorana Cîrstea en quart de finale (6-1, 6-2). Wozniacki est finalement vaincue en demi-finale par l'ancienne no 1 Venus Williams (6-3, 6-2).
En mars, à Indian Wells, où elle a une place de finaliste à défendre, elle s'incline dès les huitièmes de finale face à la Serbe no 8 mondiale Jelena Janković. Cette défaite lui vaut de passer de la 12e à la 18e place mondiale. La Danoise reprend des couleurs à Miami avec notamment une victoire sur la no 16 mondiale Sloane Stephens (6-1, 6-0) au troisième tour. Son parcours s'arrête en quart de finale face à la no 2 mondiale Li Na (7-5, 7-5). Au bénéfice de cette performance, elle réintègre le top 15 à la 14e place.
Au Mexique, à Monterrey, Caroline Wozniacki (tête de série no 3) bat Vandeweghe, Mladenovic et Karolína Plíšková et obtient une place en demi-finale face à Ana Ivanović, tête de série no 2, qui l'élimine.
La saison de terre battue commence à Madrid pour la Danoise. Wozniacki n'a plus de bons résultats dans les grands tournois sur cette surface depuis sa demi-finale à Rome en 2011. Pendant le tournoi madrilène, Wozniacki parvient à battre la Russe Ekaterina Makarova mais elle s'incline au deuxième tour face à Roberta Vinci. Caroline Wozniacki déclare forfait pour Rome.
À Roland-Garros, Caroline Wozniacki s'incline d'entrée au premier tour face à Yanina Wickmayer, confirmant un peu plus ses grandes difficultés sur la surface ocre.
La saison sur herbe est l'occasion pour la Danoise de rebondir avec notamment le tournoi Premier d'Eastbourne où elle atteint les demi-finales en écartant successivement Samantha Stosur, Sloane Stephens et Camila Giorgi et s'incline face à l'Allemande Angelique Kerber dans un match serré.
Lors de la troisième levée des Grand-Chelem à Wimbledon, Wozniacki bénéficie d'un tableau bien dégagé grâce notamment aux éliminations de Sam Stosur au premier tour et de la tête de série no 2 Li Na au troisième tour. La danoise atteint la deuxième semaine du tournoi en n'ayant affronté aucune tête de série mais elle va s'incliner face à la Tchèque Barbora Strýcová, très en forme cette saison sur gazon.
À Istanbul, Caroline Wozniacki remporte le 22e titre de sa carrière après avoir battu la jeune espoir prometteuse Belinda Bencic, l'Italienne Karin Knapp, un autre grand espoir du tennis féminin, Karolína Plíšková, Kristina Mladenovic et l'Italienne, tête de série numéro 2, Roberta Vinci en finale.
La saison des US Open Series, qui va être une grande réussite pour Caroline Wozniacki, démarre à Montréal, où elle atteint les quarts de finale après avoir gagné contre la Slovaque Daniela Hantuchová, la Tchèque Klára Koukalová et l'Américaine Shelby Rogers. La Danoise ne s'incline qu'en trois sets (4-6, 7-5, 7-5) face à la numéro un mondiale Serena Williams. 

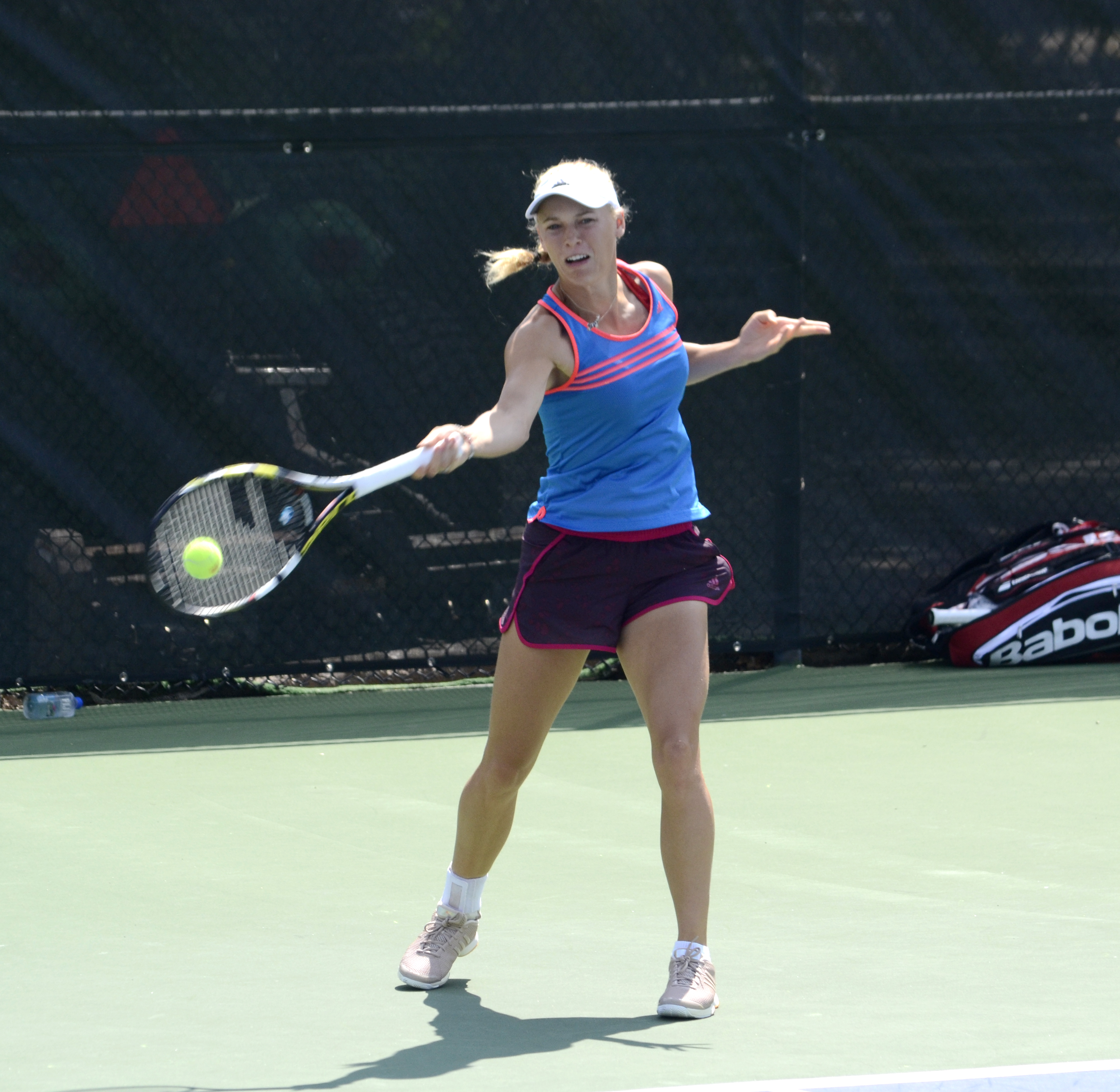
Wozniacki à l'Open du Canada en 2014.

Cincinnati va être le tournoi référence de Caroline Wozniacki en 2014 car elle va en effet battre deux membres du top 10 : Angelique Kerber en huitièmes de finale et Agnieszka Radwańska en quarts de finale. Une nouvelle fois, la nouvelle numéro douze mondiale va croiser la route de Serena Williams, cette fois-ci en demi-finales et elle va encore faire bonne figure face à l'Américaine puisqu'elle ne perd qu'en trois sets (2-6, 6-2, 6-4) comme au Canada. Son parcours au tournoi de New Haven n'est qu'anecdotique puisqu'elle s'incline au deuxième tour pour se préserver en vue de l'US Open.
Ainsi la saison sur le dur américain de la Danoise a été une grande réussite et elle va la ponctuer d'une très belle manière lors de la dernière levée des tournois du Grand Chelem. En effet, lors du tournoi de Flushing Meadows, Caroline Wozniacki va connaître tout d'abord des difficultés lors de son premier tour face à la Slovaque Magdaléna Rybáriková avant qu'elle ne soit aidée par l'abandon de cette dernière. La Danoise va ensuite connaître un parcours sans encombre pour atteindre la deuxième semaine puisqu'elle bat la Biélorusse Aliaksandra Sasnovich et Andrea Petkovic en deux sets. En huitièmes de finale, Wozniacki réalise une belle performance en battant la tête de série numéro cinq Maria Sharapova (6-4, 2-6, 6-2). À la suite de cette victoire, elle joue son premier quart de finale en Grand-Chelem depuis l'Open d'Australie en 2012. Elle inflige une correction à l'Italienne Sara Errani, en ne cédant qu'un seul petit jeu. En demi-finales, la Danoise affronte la surprise Peng Shuai, contre qui elle va connaître beaucoup de peine à remporter le premier set, arraché seulement au jeu décisif: 7 points à 1. Mais la Chinoise abandonne le match, victime de crampes au cours du second set. Caroline Wozniacki va donc disputer sa deuxième finale en Grand Chelem, sa deuxième à l'US Open face à sa grande amie Serena Williams, la numéro un mondiale,,. Mais cette fois, Wozniacki ne remportera pas de set comme lors de ses deux dernières confrontations récentes face à l'Américaine, elle s'incline sur le score de 6-3, 6-3. À la suite de ces excellents US Open Series, la Danoise bondit de la treizième à la neuvième place au classement WTA, faisant donc son retour dans le top 10.
La saison asiatique de Wozniacki sera plutôt bonne. Elle atteint la finale du tournoi de Tokyo en s'inclinant face à Ana Ivanović. La Danoise se hisse jusqu'aux demi-finales du nouveau tournoi Premier 5 qui se déroule à Wuhan. Elle perd face à la Canadienne Eugenie Bouchard en deux manches. Le seul bémol de cette tournée asiatique est cette défaite au deuxième tour à Pékin face à Samantha Stosur. Caroline Wozniacki valide son ticket pour les Masters, qu'elle n'avait plus disputés depuis 2011.
Caroline Wozniacki est tête de série numéro huit de ces Masters et elle est tombée dans le Groupe Blanc avec la no 2 Maria Sharapova, la no 3 Petra Kvitová et la no 6 Agnieszka Radwańska. La Danoise, en dépit de son statut de tête de série la plus faible du groupe, va tout de même finir leader en remportant tous ses matches. En demi-finales, Caroline Wozniacki passe tout près de la victoire face à la numéro un Serena Williams, future vainqueur des Masters en ne s'inclinant que 2-6, 6-3, 7-66, alors qu'elle servait pour le match à 2-6, 6-3, 4-5 et qu'elle menait 4-1 pendant le jeu décisif.
Au terme de cette saison, Caroline Wozniacki est clairement revenue à son meilleur niveau et finit l'année numéro huit mondiale.

### 2015- Mauvaises performances en Grand Chelem et bref retour dans le top 5

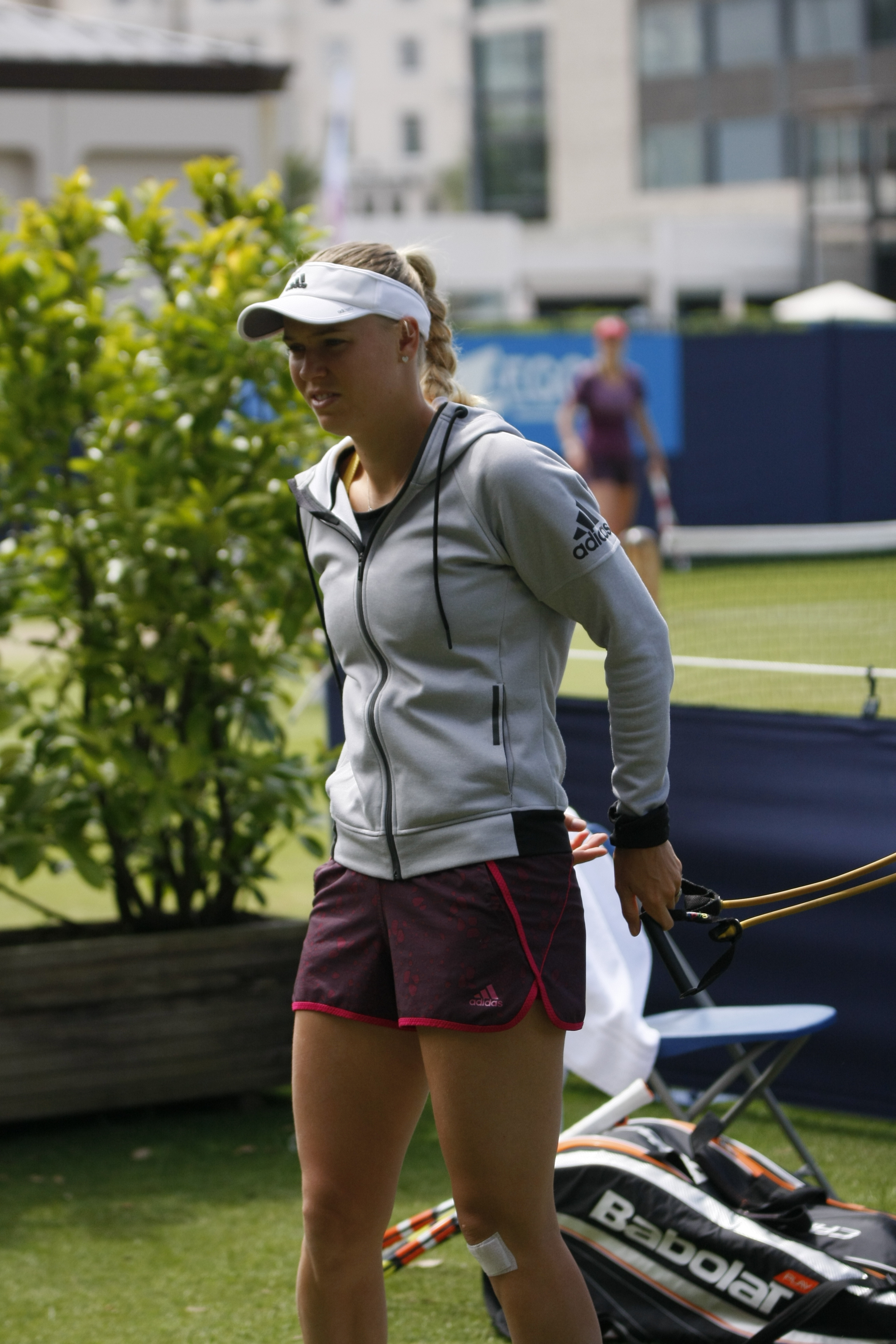
Caroline Wozniacki à Eastbourne lors d'un entraînement en 2015.

Caroline entame cette nouvelle saison par le tournoi d'Auckland en atteignant la finale mais perdant contre Venus Williams (2-6, 6-3, 6-3). À l'Open d'Australie, elle est éliminée par Victoria Azarenka en deux sets 6-4, 6-2 ce qui est une grosse déception pour elle, montrant qu'elle a toujours du mal en Grand Chelem.
Pour la tournée Émirats, tout d'abord à Dubaï, elle atteint les demi-finales en battant successivement Sam Stosur, Alizé Cornet et Flavia Pennetta ; mais chute contre la future vainqueur du tournoi Simona Halep en trois sets (2-6, 6-1, 6-1). À Doha, elle est éliminée en quart de finale par la future finaliste, Victoria Azarenka 6-3, 6-1.
Avant Indian Wells, elle décide de s'engager à l'Open de Malaisie en tant que tête de série no 1 et atteint la finale facilement sans perdre le moindre set. Elle remporte le 23e titre de sa carrière en battant Alexandra Dulgheru en trois sets dans un match compliqué pour elle.
À Stuttgart, elle atteint la finale en battant Lucie Šafářová, puis la 10e mondiale Carla Suárez Navarro (6-0, 6-3), et en demi-finale Simona Halep, 3e mondiale, dans un match de plus de trois heures (7-5, 5-7, 6-2). Elle perd cependant sa 17e finale en carrière contre Angelique Kerber en trois manches après avoir gagné la première. Elle s'invite en quart à Madrid, en battant notamment la 9e mondiale Agnieszka Radwańska (6-3, 6-2) mais perdra en trois manches contre la Russe Sharapova.
De retour sur l'herbe à Eastbourne, elle bat Svetlana Kuznetsova et Andrea Petkovic mais abandonnera lors de sa demi-finale face à la jeune Belinda Bencic.
Le reste de l'année sera ponctué de hauts et de bas, montrant son niveau très inconstant cette saison par séquences. Elle finit l'année en dehors du top 10 pour la première fois depuis 2009.

### 2016- Début d'année difficile, sortie du top 10 puis demi-finale à l'US Open et deux titres
Caroline entame cette saison 2016 par le tournoi d'Auckland par la défense de sa finale de l'an passée mais perd cependant contre l'Américaine Sloane Stephens (6-2, 7-63), la future lauréate. À l'Open d'Australie alors tête de série numéro 16, elle est éliminée par Yulia Putintseva en trois sets (1-6, 7-63, 6-4) dès le premier tour, ce qui est une énorme désillusion pour elle, montrant qu'elle a de plus en plus de mal à passer les tours en Grand Chelem.
Pour la tournée Émirats, elle ne participe qu'à Doha, où elle est éliminée dès le 3e tour par Elena Vesnina (7-5, 5-7, 6-3) dans un match également serré comme à Melbourne. Entre février et août, elle réalise plusieurs contre-performances, et est arrêtée plusieurs mois pour blessure.
Elle aborde l'US Open au 74e rang mondial, loin de son classement d’antan, mais revient à un bien meilleur niveau. Elle élimine d'abord la qualifiée Taylor Townsend en trois manches, puis bat sa première top 10 de l'année, la 10e mondiale Svetlana Kuznetsova (6-4, 6-4). Elle enchaîne par une victoire sur Monica Niculescu (6-3, 6-1), se qualifiant pour son premier huitième de finale de l'année. Caroline Wozniacki parvient à battre une deuxième top 10, l'Américaine Madison Keys 9e mondiale, 6-3, 6-4, puis l'autre surprise du tournoi, la Lettone Anastasija Sevastova (6-0, 6-2). Dans le dernier carré, elle est vaincue 6-4, 6-3 par Angelique Kerber, 2e mondiale et future lauréate de l'épreuve.
Au début de la tournée asiatique, elle remporte le tournoi de Tokyo avec des victoires notables sur Belinda Bencic (6-2, 5-7, 6-1), sur la 8e mondiale Carla Suárez Navarro (7-64, 4-6, 6-4) en près de trois heures, ainsi que la 4e mondiale, Agnieszka Radwańska (4-6, 7-5, 6-4) en 2h50 et se qualifie pour la finale, une première depuis avril 2015. Elle rencontre pour le titre la jeune invitée local, Naomi Osaka de seulement 18 ans et disputant sa première finale, la battant (7-5, 6-3) en 1 h 45, remportant son 24e titre en carrière et le premier depuis février 2015. Ensuite elle perd à chaque fois en huitième, sèchement en deux sets contre Agnieszka Radwańska, à Wuhan et Pékin. Enfin à Hong Kong, elle remporte son 25e titre, après avoir battu Zheng Saisai, Heather Watson, Wang Qiang, Jelena Janković (6-3, 6-4) en demie, avant de vaincre après un match acharné de 2 h 40 contre Kristina Mladenovic (6-1, 64-7, 6-2).

### 2017- Sept finales Premier dont un titre à Tokyo, retour sur le podium et victoire aux Masters
Caroline entame cette nouvelle saison par des quarts de finale à Auckland et à Sydney perdant à chaque fois en trois manches serré contre Julia Görges (6-1, 3-6, 4-6) et Barbora Strýcová (5-7, 7-66, 4-6). À l'Open d'Australie, elle est éliminée par Johanna Konta 9e mondial, en deux sets (3-6, 1-6) au troisième tour.
En février, début de la tournée émirates avec une finale au tournoi de Doha en parvenant à battre notamment Agnieszka Radwańska 6e mondiale (7-5, 6-3) et Mónica Puig (6-1, 6-2) en demie, au cours d'une semaine violemment perturbé par la pluie. Elle est vaincue (6-3, 6-4) par la no 3 mondiale, Karolína Plíšková impressionnante en ce début d'année. Puis à Dubaï, elle se qualifie pour les quarts de finale, en battant : Daria Kasatkina (6-2, 7-5), Viktorija Golubic (6-4, 6-2) et perdant son premier set (3-6, 6-2, 6-3) contre Kateryna Bondarenko en huitième. Avant de battre facilement la jeune Américaine de 17 ans Catherine Bellis (6-3, 6-2) et Anastasija Sevastova (6-3, 6-4) en 1 h 26 pour se qualifier pour la finale. Stade où elle perd à nouveau, contre l'Ukrainienne Elina Svitolina, 13e mondiale cette fois-ci (4-6, 2-6) en 1 h 28.
En mars pour le tournoi d'Indian Wells, Caroline se qualifie pour les quarts de finale en battant sans perdre de set, la qualifiée Magda Linette, Kateřina Siniaková et la 9e mondiale Madison Keys (6-4, 6-4). Elle est vaincue (6-3, 6-74, 2-6) par Kristina Mladenovic en 2 h 33. Puis à Miami, Wozniacki bat la qualifiée Varvara Lepchenko, Sorana Cîrstea puis profitant de l'abandon de la 6e mondiale, Garbiñe Muguruza en huitième après un set. En quart, elle affronte et bat dans un match accroché (6-4, 6-3) Lucie Šafářová pour passer dans le dernier carré ; avant de sortir la 3e mondiale, Karolína Plíšková (5-7, 6-1, 6-1) en 2 h 16 dans un match tendu dans la première manche avant de dérouler. Wozniacki atteint sa première finale de Premier Mandatory depuis Indian Wells 2013,, où elle s'incline toutefois devant Johanna Konta en 2 sets (4-6, 3-6) en 1 h 35,.

Wozniacki à Wimbledon en 2017.

Sur terre battue les tournois préparatoires ne sont pas brillant, mais Wozniacki rebondit à Roland-Garros. Sur ses trois premiers tours, elle passe que des jeunes joueuses entre 17 et 20 ans, d'abord Jamie Fourlis (6-4, 3-6, 6-2), puis la qualifiée Françoise Abanda sur une double bulle et Catherine Bellis (6-2, 2-6, 6-3) pour atteindre la seconde semaine. Là elle affronte et bat la 9e mondiale, Svetlana Kuznetsova (6-1, 4-6, 6-2) où la Russe trop inconstante et commettant trop de faute pour espérer s'imposer. La Danoise se qualifie pour les quarts de finale, une première à Paris depuis 2010 (quart de finaliste), la seule fois en deuxième semaine jusqu'à présent ; et cette victoire est « un déclic » pour elle. Après 1 h 53 de match en ayant remporté la première manche, elle est finalement vaincue (6-4, 2-6, 2-6) par la révélation du tournoi et la future lauréate, la Lettonne Jeļena Ostapenko, 47e mondiale.
Période sur gazon, avec le tournoi d'Eastbourne sa moins bonne surface. Elle parvient cependant à enchaîner les victoires face à Naomi Osaka et Elena Vesnina en deux sets ; puis elle vainc (5-7, 6-4, 6-1) la 2e mondiale, Simona Halep en deux heures et rallie le dernier carré. Dans un très bon match de la part des deux joueuses, la Danoise finit par s'imposer (6-2, 3-6, 7-5) contre la locale Heather Watson après 2 h 10 de combat pour disputer sa 4e finale de la saison. Première finale sur gazon pour Wozniacki depuis Eastbourne en 2009. Elle est défaite facilement (4-6, 4-6) en 1 h 20, face à la puissance et au service de la 3e mondiale Karolína Plíšková. Perdant sa 4e finale de l'année en quatre tentatives. À Wimbledon, après cette déconvenue elle passe Tímea Babos en trois set, puis Tsvetana Pironkova une spécialiste de la surface et la jeune Anett Kontaveit (3-6, 7-63, 6-2). Contre une autre habituée du gazon, elle s'incline (64-7, 4-6) en 1 h 37 contre l'Américaine Coco Vandeweghe déjà quart de finaliste en 2015.
Revenant sur de la terre au tournoi de Båstad, elle se qualifie pour la finale après des pertes de sets contre Pauline Parmentier, Viktorija Golubic et Elise Mertens. Caroline perd sa 5e finale de l'année en cinq tentatives face à Kateřina Siniaková (3-6, 4-6) en 1 h 49, confirmant ses difficultés en finale cette année.
Retour sur dur au tournoi de Toronto, Caroline Wozniacki passe facilement ses deux premiers tours contre la qualifiée Ekaterina Alexandrova et la 10e mondiale, Agnieszka Radwańska (6-3, 6-1). Puis elle renverse la rencontre face à la nouvelle no 1 mondiale du circuit, Karolína Plíšková (7-5, 63-7, 6-4) au terme d'un match à suspense et physique. Elle se qualifie ensuite facilement en 1 h 23 (6-2, 6-3) contre l'Américaine Sloane Stephens, pour la sixième finale de sa saison. Elle perd à nouveau en finale (4-6, 0-6) en 1 h 17, la sixième fois cette saison en six tentatives face à la 5e mondiale, Elina Svitolina. Ensuite à Cincinnati après avoir passé Elena Vesnina et Ashleigh Barty, elle s'incline (2-6, 4-6) contre la no 1 mondiale Karolína Plíšková. Cette nouvelle finale lui permet de retrouver la 5e place mondiale. Enfin à l'US Open, alors demi-finaliste l'année précédente, elle s'incline au second tour contre la Russe Ekaterina Makarova (2-6, 7-65, 1-6) en 2 h 24 de jeu. Elle se fait remarquer au sujet de la polémique avec Maria Sharapova pour la programmation de ses matchs sur le court central,.
Débute la tournée asiatique avec la défense de son titre au Premier de Tokyo. Elle passe d'abord difficilement Shelby Rogers (4-6, 6-1, 6-4), puis sur abandon la 9e mondiale, Dominika Cibulková (3-6, 7-65, 3-1 ab.) après avoir écartée deux balles de match. Elle surclasse en une heure la no 1 mondiale, Garbiñe Muguruza (6-2, 6-0) pour disputer sa 7e finale de l'année. Wozniacki finit par remporter sa première finale de l'année à sa 7e tentative en battant la Russe Anastasia Pavlyuchenkova (6-0, 7-5), sans avoir donnée de balles de break à son adversaire du jour. La Danoise remporte son 26e titre et le 3e à Tokyo. Elle déçoit à Wuhan en perdant d'entrée de tournoi contre la qualifiée Grecque María Sákkari (5-7, 3-6), et un 1/8 de finale à Pékin en s'inclinant face à Petra Kvitová (1-6, 4-6). Elle se qualifie pour le Masters le 2 octobre. Le 22 octobre débute le Masters à Singapour placé dans le groupe rouge avec la no 1 mondiale, Simona Halep, la no 4
Elina Svitolina et la no 8 Caroline Garcia. Pour ses deux premiers matchs, Wozniacki se montre impressionnante pour battre facilement Svitolina (6-2, 6-0) en 58 minutes crispée par l'événement, et Halep (6-0, 6-2) en 1 h 3 qui lui permet de se qualifier pour les demi-finales. Avant de connaître sa seule défaite face à Caroline Garcia (6-0, 3-6, 5-7) au terme d'un match accroché de 2 h 18 après avoir collée une bulle à son adversaire à la première manche. Elle affronte et bat sans perdre de set (7-69, 6-3) en 1 h 56 la no 3 mondiale, Karolína Plíšková au terme d'un premier set physique avant de dérouler pour se qualifier pour la finale,. Elle atteint sa seconde finale dans ce tournoi, après celle perdue en 2010. Affrontant la 5e mondiale, Venus Williams une joueuse qu'elle n'a jamais battu, mais arrive à s'imposer (6-4, 6-4) au bout d'une heure et demi de jeu pour remporter le titre, le plus important de sa carrière et récompensant sa saison. Elle termine l'année classée à la troisième place mondiale, son meilleur classement de fin de saison depuis 2011.

### 2018- Première victoire en Grand Chelem et retour à la1replacemondiale
Caroline entame cette saison 2018 par le tournoi d'Auckland en tant que tête de série numéro une. Elle se qualifie pour la finale malgré les perturbations climatiques, où elle s'incline (4-6, 64-7) en 1 h 40 face à Julia Görges, qui est sur une série de 14 victoires consécutives. Au classement du 8 janvier, la Danoise monte d'un cran pour se retrouver la dauphine de Simona Halep. À l'Open d'Australie, la Danoise passe facilement Mihaela Buzărnescu alors finaliste la semaine précédente, puis difficilement Jana Fett (3-6, 6-2, 7-5) en écartant des balles de match et alors menée 5-1, 40/15, dans le dernier set. Puis se débarrasse facilement des têtes de série numéro 30 et 19, Kiki Bertens (6-4, 6-3) et Magdaléna Rybáriková (6-3, 6-0). Caroline se qualifie pour le dernier carré en passant malgré la perte d'un set (6-0, 6-73, 6-2), l'Espagnole Carla Suárez Navarro après 2 h 11 de jeu, une première pour elle depuis 2011,. Elle affronte ensuite Elise Mertens novice à ce stade, qu'elle vainc après 1 h 37 de match (6-3, 7-62) après avoir servi pour la rencontre à 5-4 dans le 2e set. Elle se qualifie ainsi pour sa troisième finale dans un tournoi du Grand-Chelem, la première en Australie et n'a « rien à perdre ». Elle défiera pour le titre Simona Halep, avec également en jeu la place de no 1 mondiale. Caroline remporte finalement le titre au terme d'un match en trois manches (7-62, 3-6, 6-4) de 2 h 49 de jeu pour remporter son premier Grand Chelem à sa 3e tentative après l'US Open 2009 et 2014,, avec cette victoire qui est « juste incroyable »,. Elle reprend la place de numéro un mondiale plus de 7 ans après l'avoir occupée à seulement 20 ans le 29 janvier.
Elle reprend dans la foulée pour le tournoi de Saint-Pétersbourg où elle s'incline en 1/4 de finale face à Daria Kasatkina mais sans conséquence pour la suite. Puis à Doha, elle passe Carina Witthöft et la qualifiée Monica Niculescu sans perdre de set, avant de battre la 9e mondiale, Angelique Kerber (7-64, 1-6, 6-3) au terme d'un combat de plus de 2 h 20. En demi-finale, au terme d'une rencontre à suspense de 2 h 35, et après avoir servi plusieurs fois pour le match, elle s'incline (6-3, 63-7, 5-7) contre la future lauréate, Petra Kvitová. En mars au tournoi d'Indian Wells, elle passe la qualifiée Lara Arruabarrena, puis Aliaksandra Sasnovich mais s'incline en 1/8 de finale contre la jeune Daria Kasatkina (4-6, 5-7). Et à Miami, elle perd d'entrée en trois sets contre Mónica Puig.
Sur terre battue à Madrid, elle continue ses contre performances en s'inclinant sèchement (2-6, 2-6) en 1/8 face à la future finaliste, Kiki Bertens. Puis se qualifie pour les quarts de finale à Rome, après une victoire difficile (6-2, 5-7, 6-3) contre Anastasija Sevastova, elle perd de nouveau sèchement (3-6, 1-6) face à Anett Kontaveit. Enfin à Roland-Garros, la Danoise arrive sans perdre de manche en 1/8 de finale avec sérieux, mais s'incline (65-7, 3-6) sur deux jours contre Daria Kasatkina.
Wozniacki rebondit enfin sur le gazon d'Eastbourne en écartant l'imprévisible Camila Giorgi, puis Johanna Konta (4-6, 6-1, 6-4), après Ashleigh Barty en deux sets ; et surtout Angelique Kerber (2-6, 7-64, 6-4), dans une rencontre avec un incroyable retournement pour finalement s'imposer et rallier la finale après 2 h 19 de jeu. Elle remporte son 2e titre de la saison après un match compliqué (7-5, 7-65) en deux heures contre la jeune Aryna Sabalenka. À Wimbledon, elle s'incline dès le 2e tour contre Ekaterina Makarova (4-6, 6-1, 5-7), réputée d'être une coupeuse de têtes, mais décevant à nouveau en Grand Chelem après son titre acquis à Melbourne.
En août sur le ciment américain d'abord à Montréal, elle perd de nouveau au 2e tour (7-5, 2-6, 64-7) après un gros match contre la Biélorusse Sabalenka. Et à Cincinnati, elle tombe encore au 2e tour mais en abandonnant après la perte du premier set face à Kiki Bertens.
La Danoise rebondit à l'Open de Pékin en profitant d'un tableau dégagé pour atteindre la finale avec des victoires en deux manches sur Belinda Bencic, Petra Martić, Anett Kontaveit, Kateřina Siniaková et Wang Qiang en 1 h 23. Elle s'offre son 30e titre en carrière après sa victoire sur Anastasija Sevastova (6-3, 6-3) en 1 h 27 de jeu.
Le 21 octobre débute le Masters à Singapour placé dans le groupe blanc avec la no 5 mondiale Petra Kvitová, la no 7 Elina Svitolina et la no 8 Karolína Plíšková. Pour son premier match, elle s'incline (2-6, 4-6) en 1 h 32 face à Plíšková mais remporte son second match face à la seconde Tchèque, Kvitová (7-5, 3-6, 6-2) en 2 h 19. Elle est battue par Svitolina (7-5, 5-7, 3-6) en 2 h 35 pour son dernier match de poule face à la future lauréate ; cette défaite lui fait également perdre son titre. Après son élimination des poules, Wozniacki a annoncé en conférence de presse souffrir d'une polyarthrite rhumatoïde.
Elle termine finalement l'année à la 3e place mondiale, avec en point d'orgue son titre à Melbourne et sa place sur le trône pendant quelques semaines.

### 2019- Peu de résultats
Elle effectue une année contrastée et dispute d'abord le tournoi d'Auckland. Elle y bat la repêchée Laura Siegemund (6-3, 6-2) puis s'incline face à une des futures révélations de la saison, la jeune qualifiée Canadienne Bianca Andreescu (4-6, 4-6), 152e mondiale. Numéro trois mondiale, elle part défendre son titre à l'Open d'Australie mi-janvier. Ecartant d'abord la Belge Elise Mertens (6-3, 6-4) puis la Suédoise Johanna Larsson (6-1, 6-3) , elle affronte pour la dernière fois la Russe Maria Sharapova, ancienne vainqueur au crépuscule de sa carrière qui remporte son dernier match en Grand Chelem en trois sets (4-6, 6-4, 3-6). Elle est éjectée du Top 10 à la suite de cette défaite.
Après une élimination d'entrée à Miami contre une autre Russe, Ekaterina Alexandrova (5-7, 6-2, 5-7), elle remporte ses deux premiers tours à Miami contre Aliaksandra Sasnovich (6-4, 6-4) et la qualifiée Monica Niculescu (6-4, 7-6) mais s'incline en huitièmes de finale contre la surprenante Hsieh Su-wei, qui joue le tournoi pour la dernière fois de sa carrière en simple et y atteint son meilleur résultat (3-6, 7-6, 2-6).
Elle profite d'un tableau plutôt clément à Charleston pour y jouer sa première finale de l'année, après une nouvelle victoire contre Laura Siegemund (6-2, 6-2) et d'autres sur la Roumaine Mihaela Buzărnescu (6-4, 3-6, 6-3), la Grecque María Sákkari (6-2, 6-2) et la Croate Petra Martić (6-3, 6-4). Elle affronte la locale Madison Keys en finale et perd le match et le trophée (6-7, 3-6) contre l'Américaine qui remporte ainsi son premier tournoi sur ocre. Malgré ces matchs remportés, la tournée européenne sur terre battue est difficile. Elle abandonne deux fois au premier tour de Madrid contre Alizé Cornet (0-3 ab.) et à Rome contre Danielle Collins (6-7 ab.) ce qui constitue son plus mauvais résultat dans ces deux tournois depuis six ans. À Roland Garros, après avoir remporté facilement la première manche contre la Russe Veronika Kudermetova, elle s'effondre au premier tour (6-0, 3-6, 3-6), ce qui constitue son plus mauvais résultat en Grand Chelem depuis près de trois ans. 
Elle retrouve des couleurs au passage du gazon et s'impose à Eastbourne devant la Belge Kirsten Flipkens (6-3, 6-4), ancienne demi-finaliste à Wimbledon et contre l'Allemande Andrea Petkovic (6-4, 6-4) avant de s'incliner en huitièmes contre la jeune dixième mondiale Aryna Sabalenka qu'elle avait battu en finale l'année passée, dans un match où elle se fait renverser et après être passée près de la victoire  (6-2, 4-6, 6-7). Après avoir profité de l'abandon de l'Espagnole Sara Sorribes Tormo au premier tour de Wimbledon (5-4 ab.), elle prend sa revanche sur Veronika Kudermetova (7-6, 6-3) mais perd au troisième tour contre la Chinoise Zhang Shuai (4-6, 2-6).
Elle s'envole début août pour la tournée américaine sur dur, et ne remporte qu'un match à Toronto contre la Kazakh Yulia Putintseva (6-4, 6-2) avant d'être renversée par la jeune qualifiée Iga Świątek, future championne (6-1, 3-6, 4-6). Elle confirme ses difficultés en étant éliminée pour la première fois de sa carrière à Cincinnati au premier tour du tournoi contre l'Ukrainienne Dayana Yastremska (4-6, 4-6). Elle fait ensuite preuve d'un gros mental à New York pour renverser le cours du jeu sur ses deux premiers tours, d'abord contre la Chinoise Wang Yafan (1-6, 7-5, 6-3) puis contre la locale Danielle Collins (4-6, 6-4, 6-3). Elle retrouve la Canadienne Bianca Andreescu, parvenue au quinzième rang mondial au troisième tour et s'incline contre la future lauréate du tournoi (4-6, 4-6). 
Après une nouvelle défaite renversante (7-6, 1-6, 2-6) contre Hsieh Su-wei (au premier tour de Wuhan), elle défend son titre acquis en fin d'année à Pékin. Elle écarte d'abord les qualifiées Américaines Lauren Davis (6-1, 6-3) et Christina McHale (6-4, 6-0) avant de battre les surprises Kateřina Siniaková (7-5, 6-4) et Daria Kasatkina en quarts de finale (6-3, 7-6). La Japonaise numéro quatre mondiale Naomi Osaka, vainqueur de l'Open d'Australie en début de saison, met fin à son parcours en demi-finale (4-6, 2-6). Elle termine l'année en dehors du Top 20, une première depuis douze ans.

### 2020- Dernier match professionnel lors de l'Open d'Australie
Elle dispute son dernier match professionnel contre la Tunisienne Ons Jabeur lors du troisième tour de l'Open d'Australie 2020. Wozniacki s'incline en trois sets : 5-7, 6-3, 5-7. Elle déclare à ce titre: « C'était normal que je finisse ma carrière avec une bataille en trois sets et une faute de coup droit, c'était écrit je crois ».

### 2023- Retour à la compétition
Le 29 juin 2023, après avoir donné naissance à deux enfants, Caroline Wozniacki annonce son retour à la compétition lors du tournoi du Canada en août, en vue de préparer l'US Open et espére participer aux Jeux Olympiques en 2024 à Paris. Elle remporte aisément son premier match depuis 3 ans et demi face à l'Australienne Kimberly Birrell (6-2, 6-2), puis est éliminée par la 10e mondiale et récente vainqueur de Wimbledon Markéta Vondroušová (2-6, 5-7). Elle s'incline également pour son entrée en lice à Cincinnati contre la Française Varvara Gracheva (4-6, 4-6).
À l'US Open, auquel elle prend part grâce à une invitation, elle passe le premier tour contre la qualifiée russe Tatiana Prozorova (6-3, 6-2), ainsi que le deuxième tour en dominant en deux sets disputés la Tchèque Petra Kvitová, tête de série no 11 (7-5, 7-65). Il s'agit de sa première victoire contre une joueuse du top 20 depuis sa victoire contre la même Kvitova en poules du Masters 2018. Elle accède ensuite aux huitièmes de finale en renversant au troisième tour l'Américaine Jennifer Brady, également de retour à la compétition (4-6, 6-3, 6-1). Elle atteint ainsi la 2e semaine d'un tournoi du Grand Chelem pour la 1re fois depuis Roland-Garros 2018, et dépasse le troisième tour à l'US Open pour la 1re fois depuis sa demi-finale en 2016. En huitièmes de finale du tournoi américain, elle s'incline contre la jeune Coco Gauff, sixième joueuse mondiale et en forme (3-6, 6-3, 1-6).

### 2024- Retour dans le Top 100, quart de finale à Indian Wells et 1/8eà l'US Open
Son début de saison est maussade avec deux défaites d'entrée à Auckland contre l'ancienne numéro trois Elina Svitolina (4-6, 3-6) qui parviendra jusqu'en finale, et San Diego renversée par la Russe Anna Blinkova (6-1, 4-6, 1-6). Après avoir profité de l'abandon de Magda Linette, demi-finaliste l'année passée, à l'Open d'Australie (6-2, 2-0 ab.) mais se voit renverser exactement sur le même score par la jeune qualifiée Maria Timofeeva, 170e et qui joue le premier Majeur de sa vie. Elle rejoue mi-mars un quart de finale à Indian Wells, pour la première fois depuis cinq saisons en WTA 1000. Invitée par les organisateurs en qualité d'ancienne numéro une mondiale et ancienne gagnante du tournoi, elle fait honneur à son invitation en éliminant d'abord la Chinoise Zhu Lin (7-6, 6-1) et la Croate Donna Vekić (7-6, 6-3) en deux manches avant de connaître plus de difficultés contre une autre invitée, la jeune Katie Volynets (6-2, 4-6, 6-0). Fruit du hasard, elle joue en huitièmes de finale une autre ancienne numéro une mondiale sur le retour, l'Allemande Angelique Kerber qu'elle bat (6-4, 6-2) pour ce qui constitue leur dernier duel en carrière. Elle est opposée en quarts à la numéro une Iga Świątek mais ne peut aller au bout de son match, blessée au pied droit (4-6, 0-1 ab.).
Malgré une victoire contre Clara Burel à Miami (6-1, 6-4), elle est surprise pour la troisième fois de la saison après avoir remporté la première manche contre l'Ukrainienne Anhelina Kalinina (7-5, 5-7, 4-6),  alors qu'elle a mené 5 jeux à 2 dans la deuxième manche, qui obtient une nouvelle victoire contre la Danoise au tournoi suivant à Charleston, moins serrées cette fois-ci (2-6, 3-6). L'ancienne numéro une n'avait pourtant laissé qu'un seul jeu à McCartney Kessler (6-0, 6-1) au tour précédent. Elle joue en avril l'ancienne finaliste de Roland Garros et vétérane comme elle, Sara Errani à Madrid (6-3, 5-7, 5-7) et s'incline encore. Après un premier tour perdu à Birmingham contre Elise Mertens (4-6, 1-6), elle prend sa revanche sur Elina Svitolina, demi-finaliste à Wimbledon l'année passée (6-3, 6-7, 7-5) lors du tournoi de Bad Homburg et enchaîne contre l'ancienne Top 10 Veronika Kudermetova (6-2, 6-4), devant seulement s'incliner sur abandon contre Emma Navarro qui terminera l'année dans le Top 10 (6-4, 1-6, 0-1 ab.). Elle confirme ce bon résultat et son entrée dans le Top 100 à Wimbledon où elle écrase la qualifiée Alycia Parks (6-2, 6-0) et se sort de la Canadienne Leylah Fernandez (6-3, 2-6, 7-5) en sauvant deux balles de match avant de ne marquer qu'un seul petit jeu contre la quatrième joueuse mondiale et ancienne lauréate Elena Rybakina (0-6, 1-6) au troisième tour. Elle joue ses quatrièmes Jeux Olympiques à Paris, renversante contre l'Egyptienne Mayar Sherif (2-6, 7-5, 6-1) avant de subir la loi de Danielle Collins, vainqueur quelques mois avant de son plus beau titre en carrière à Miami (3-6, 6-3, 3-6).
Comme la saison précédente, elle parvient jusqu'en huitièmes de finale de l'US Open, le premier tournoi depuis son retour où elle ne bénéficie pas d'invitation, hors Jeux Olympiques, ne cédant aucun set contre les qualifiées Nao Hibino (6-0, 6-1) et Jessika Ponchet qui vient de remporter ses premiers matchs en Majeur en carrière (6-3, 6-2) ainsi que face à la Mexicaine Renata Zarazúa (6-3, 6-3) qui joue son premier US Open. Elle affronte à ce stade la Brésilienne Beatriz Haddad Maia, ancienne Top 10 qui l'écarte (2-6, 6-3, 3-6).

## Style de jeu
Wozniacki est réputée pour le très faible nombre de points qu'elle donne dans un match. Très solide en défense et en couverture de terrain, elle pose beaucoup de problèmes à la plupart des joueuses du circuit en maintenant de l'intensité et une belle longueur de balle. Son style de jeu a pu être comparé à celui de Rafael Nadal,. Son coup favori reste le revers. Elle utilise son coup droit, moins puissant pour faire déplacer l'adversaire et se replacer afin de maîtriser l'échange.
Bien que plus à l'aise sur sa ligne de fond, Caroline est capable de faire des volées liftées pour empêcher l'adversaire de se replacer après un contre.

## Palmarès

### Titres en simple dames
| No | Date       | Nom et lieu du tournoi                     | Catégorie | Dotation      | Surface      | Finaliste                | Score          |          |
| -- | ---------- | ------------------------------------------ | --------- | ------------- | ------------ | ------------------------ | -------------- | -------- |
| 1  | 28-07-2008 | Nordea Nordic Light Open, Stockholm        | Tier IV   | 145 000 $     | Dur (ext.)   | Vera Dushevina           | 6-0, 6-2       | Parcours |
| 2  | 17-08-2008 | Pilot Pen Tennis, New Haven                | Tier II   | 600 000 $     | Dur (ext.)   | Anna Chakvetadze         | 3-6, 6-4, 6-1  | Parcours |
| 3  | 29-09-2008 | AIG Japan Open, Tokyo                      | Tier III  | 175 000 $     | Dur (ext.)   | Kaia Kanepi              | 6-2, 3-6, 6-1  | Parcours |
| 4  | 06-04-2009 | MPS Group Championships, Ponte Vedra Beach | Intern'l  | 220 000 $     | Terre (ext.) | Aleksandra Wozniak       | 6-1, 6-2       | Parcours |
| 5  | 15-06-2009 | AEGON International, Eastbourne            | Premier   | 600 000 $     | Gazon (ext.) | Virginie Razzano         | 7-65, 7-5      | Parcours |
| 6  | 24-08-2009 | Pilot Pen Tennis, New Haven                | Premier   | 600 000 $     | Dur (ext.)   | Elena Vesnina            | 6-2, 6-4       | Parcours |
| 7  | 05-04-2010 | MPS Group Championships, Ponte Vedra Beach | Intern'l  | 220 000 $     | Terre (ext.) | Olga Govortsova          | 6-2, 7-5       | Parcours |
| 8  | 02-08-2010 | Sony Ericsson Open, Copenhague             | Intern'l  | 220 000 $     | Dur (int.)   | Klára Zakopalová         | 6-2, 7-65      | Parcours |
| 9  | 16-08-2010 | Coupe Rogers, Montréal                     | Premier 5 | 2 000 000 $   | Dur (ext.)   | Vera Zvonareva           | 6-3, 6-2       | Parcours |
| 10 | 23-08-2010 | Pilot Pen Tennis at Yale, New Haven        | Premier   | 600 000 $     | Dur (ext.)   | Nadia Petrova            | 6-3, 3-6, 6-3  | Parcours |
| 11 | 26-09-2010 | Toray Pan Pacific Open, Tokyo              | Premier 5 | 2 000 000 $   | Dur (ext.)   | Elena Dementieva         | 1-6, 6-2, 6-3  | Parcours |
| 12 | 02-10-2010 | China Open, Pékin                          | PREMIER*  | 4 500 000 $   | Dur (ext.)   | Vera Zvonareva           | 6-3, 3-6, 6-3  | Parcours |
| 13 | 14-02-2011 | Tennis Championships, Dubaï                | Premier 5 | 2 050 000 $   | Dur (ext.)   | Svetlana Kuznetsova      | 6-1, 6-3       | Parcours |
| 14 | 09-03-2011 | BNP Paribas Open, Indian Wells             | PREMIER*  | 4 500 000 $   | Dur (ext.)   | Marion Bartoli           | 6-1, 2-6, 6-3  | Parcours |
| 15 | 04-04-2011 | Family Circle Cup, Charleston              | Premier   | 721 000 $     | Terre (ext.) | Elena Vesnina            | 6-2, 6-3       | Parcours |
| 16 | 16-05-2011 | Brussels Open by GDF Suez, Bruxelles       | Premier   | 618 000 $     | Terre (ext.) | Peng Shuai               | 2-6, 6-3, 6-3  | Parcours |
| 17 | 06-06-2011 | Sony Ericsson Open, Copenhague             | Intern'l  | 220 000 $     | Dur (int.)   | Lucie Šafářová           | 6-1, 6-4       | Parcours |
| 18 | 22-08-2011 | New Haven Open at Yale, New Haven          | Premier   | 618 000 $     | Dur (ext.)   | Petra Cetkovská          | 6-4, 6-1       | Parcours |
| 19 | 17-09-2012 | KDB Korea Open, Séoul                      | Intern'l  | 500 000 $     | Dur (ext.)   | Kaia Kanepi              | 6-1, 6-0       | Parcours |
| 20 | 15-10-2012 | Kremlin Cup, Moscou                        | Premier   | 740 000 $     | Dur (int.)   | Samantha Stosur          | 6-2, 4-6, 7-5  | Parcours |
| 21 | 14-10-2013 | BNP Paribas Open, Luxembourg               | Intern'l  | 235 000 $     | Dur (int.)   | Annika Beck              | 6-2, 6-2       | Parcours |
| 22 | 14-07-2014 | BNP Paribas Istanbul Cup, Istanbul         | Intern'l  | 250 000 $     | Dur (ext.)   | Roberta Vinci            | 6-1, 6-1       | Parcours |
| 23 | 02-03-2015 | BMW Malaysian Open, Kuala Lumpur           | Intern'l  | 250 000 $     | Dur (ext.)   | Alexandra Dulgheru       | 4-6, 6-2, 6-1  | Parcours |
| 24 | 19-09-2016 | Toray Pan Pacific Open, Tokyo              | Premier   | 1 000 000 $   | Dur (ext.)   | Naomi Osaka              | 7-5, 6-3       | Parcours |
| 25 | 10-10-2016 | Hong Kong Open, Hong Kong                  | Intern'l  | 250 000 $     | Dur (ext.)   | Kristina Mladenovic      | 6-1, 6-74, 6-2 | Parcours |
| 26 | 18-09-2017 | Toray Pan Pacific Open, Tokyo              | Premier   | 1 000 000 $   | Dur (ext.)   | Anastasia Pavlyuchenkova | 6-0, 7-5       | Parcours |
| 27 | 22-10-2017 | BNP Paribas WTA Finals, Singapour          | Masters   | 7 000 000 $   | Dur (int.)   | Venus Williams           | 6-4, 6-4       | Parcours |
| 28 | 15-01-2018 | Australian Open, Melbourne                 | G. Chelem | 25 096 000 A$ | Dur (ext.)   | Simona Halep             | 7-62, 3-6, 6-4 | Parcours |
| 29 | 24-06-2018 | Nature Valley International, Eastbourne    | Premier   | 852 564 $     | Gazon (ext.) | Aryna Sabalenka          | 7-5, 7-65      | Parcours |
| 30 | 29-09-2018 | China Open, Pékin                          | PREMIER*  | 8 285 274 $   | Dur (ext.)   | Anastasija Sevastova     | 6-3, 6-3       | Parcours |

### Finales en simple dames
| No | Date       | Nom et lieu du tournoi                  | Catégorie | Dotation     | Surface      | Vainqueure          | Score          |          |
| -- | ---------- | --------------------------------------- | --------- | ------------ | ------------ | ------------------- | -------------- | -------- |
| 1  | 20-10-2008 | FORTIS Championships, Luxembourg        | Tier III  | 225 000 $    | Dur (int.)   | Elena Dementieva    | 2-6, 6-4, 7-64 | Parcours |
| 2  | 16-02-2009 | M. Keegan & Cellular South Cup, Memphis | Intern'l  | 220 000 $    | Dur (int.)   | Victoria Azarenka   | 6-1, 6-3       | Parcours |
| 3  | 13-04-2009 | Family Circle Cup, Charleston           | Premier   | 1 000 000 $  | Terre (ext.) | Sabine Lisicki      | 6-2, 6-4       | Parcours |
| 4  | 09-05-2009 | Mutua Madrileña Open, Madrid            | PREMIER*  | 4 500 000 $  | Terre (ext.) | Dinara Safina       | 6-2, 6-4       | Parcours |
| 5  | 06-07-2009 | Swedish Open, Båstad                    | Intern'l  | 220 000 $    | Terre (ext.) | María José Martínez | 7-5, 6-4       | Parcours |
| 6  | 31-08-2009 | US Open, Flushing Meadows               | G. Chelem | 9 756 000 $  | Dur (ext.)   | Kim Clijsters       | 7-5, 6-3       | Parcours |
| 7  | 10-03-2010 | BNP Paribas Open, Indian Wells          | PREMIER*  | 4 500 000 $  | Dur (ext.)   | Jelena Janković     | 6-2, 6-4       | Parcours |
| 8  | 26-10-2010 | WTA Championships, Doha                 | Masters   | 4 550 000 $  | Dur (ext.)   | Kim Clijsters       | 6-3, 5-7, 6-3  | Parcours |
| 9  | 21-02-2011 | Qatar Ladies Open, Doha                 | Premier   | 721 000 $    | Dur (ext.)   | Vera Zvonareva      | 6-4, 6-4       | Parcours |
| 10 | 18-04-2011 | Porsche Tennis Grand Prix, Stuttgart    | Premier   | 721 000 $    | Terre (int.) | Julia Görges        | 7-63, 6-3      | Parcours |
| 11 | 09-04-2012 | e-Boks Open, Copenhague                 | Intern'l  | 220 000 $    | Dur (int.)   | Angelique Kerber    | 6-4, 6-4       | Parcours |
| 12 | 30-10-2012 | Tournament of Champions, Sofia          | Intern'l  | 750 000 $    | Dur (int.)   | Nadia Petrova       | 6-2, 6-1       | Parcours |
| 13 | 04-03-2013 | BNP Paribas Open, Indian Wells          | PREMIER*  | 6 020 268 $  | Dur (ext.)   | Maria Sharapova     | 6-2, 6-2       | Parcours |
| 14 | 25-08-2014 | US Open, Flushing Meadows               | G. Chelem | 18 102 000 $ | Dur (ext.)   | Serena Williams     | 6-3, 6-3       | Parcours |
| 15 | 15-09-2014 | Toray Pan Pacific Open, Tokyo           | Premier   | 1 000 000 $  | Dur (ext.)   | Ana Ivanović        | 6-2, 7-62      | Parcours |
| 16 | 05-01-2015 | ASB Classic, Auckland                   | Intern'l  | 250 000 $    | Dur (ext.)   | Venus Williams      | 2-6, 6-3, 6-3  | Parcours |
| 17 | 20-04-2015 | Porsche Tennis Grand Prix, Stuttgart    | Premier   | 731 000 $    | Terre (int.) | Angelique Kerber    | 3-6, 6-1, 7-5  | Parcours |
| 18 | 13-02-2017 | Qatar Total Open, Doha                  | Premier   | 776 000 $    | Dur (ext.)   | Karolína Plíšková   | 6-3, 6-4       | Parcours |
| 19 | 19-02-2017 | Tennis Championships, Dubaï             | Premier 5 | 2 666 000 $  | Dur (ext.)   | Elina Svitolina     | 6-4, 6-2       | Parcours |
| 20 | 21-03-2017 | Miami Open, Miami                       | PREMIER*  | 7 669 423 $  | Dur (ext.)   | Johanna Konta       | 6-4, 6-3       | Parcours |
| 21 | 25-06-2017 | Aegon International, Eastbourne         | Premier   | 819 000 $    | Gazon (ext.) | Karolína Plíšková   | 6-4, 6-4       | Parcours |
| 22 | 24-07-2017 | Ericsson Open, Båstad                   | Intern'l  | 250 000 $    | Terre (ext.) | Kateřina Siniaková  | 6-3, 6-4       | Parcours |
| 23 | 07-08-2017 | Rogers Cup, Toronto                     | Premier 5 | 2 735 139 $  | Dur (ext.)   | Elina Svitolina     | 6-4, 6-0       | Parcours |
| 24 | 01-01-2018 | ASB Classic, Auckland                   | Intern'l  | 250 000 $    | Dur (ext.)   | Julia Görges        | 6-4, 7-64      | Parcours |
| 25 | 01-04-2019 | Volvo Car Open, Charleston              | Premier   | 757 900 $    | Terre (ext.) | Madison Keys        | 7-65, 6-3      | Parcours |

### Titres en double dames
| No | Date       | Nom et lieu du tournoi                 | Catégorie | Dotation  | Surface    | Partenaire        | Finalistes                       | Score     |          |
| -- | ---------- | -------------------------------------- | --------- | --------- | ---------- | ----------------- | -------------------------------- | --------- | -------- |
| 1  | 22-09-2008 | China Open Pékin                       | Tier II   | 600 000 $ | Dur (ext.) | Anabel Medina     | Han Xinyun Xu Yifan              | 6-1, 6-3  | Parcours |
| 2  | 16-02-2009 | M. Keegan & Cellular South Cup Memphis | Intern'l  | 220 000 $ | Dur (int.) | Victoria Azarenka | Yuliana Fedak Michaëlla Krajicek | 6-1, 7-62 | Parcours |

### Finales en double dames
| No | Date       | Nom et lieu du tournoi                 | Catégorie | Dotation  | Surface    | Vainqueures                   | Partenaire        | Score     |          |
| -- | ---------- | -------------------------------------- | --------- | --------- | ---------- | ----------------------------- | ----------------- | --------- | -------- |
| 1  | 20-02-2006 | M. Keegan & Cellular South Cup Memphis | Tier III  | 175 000 $ | Dur (int.) | Lisa Raymond Samantha Stosur  | Victoria Azarenka | 7-62, 6-3 | Parcours |
| 2  | 06-01-2020 | ASB Classic Auckland                   | Intern'l  | 251 750 $ | Dur (ext.) | Asia Muhammad Taylor Townsend | Serena Williams   | 6-4, 6-4  | Parcours |

## Parcours en Grand Chelem

### Victoire (1)
| Année | Tournoi          | Adversaire en finale | Score          |
| 2018  | Open d'Australie | Simona Halep         | 7-62, 3-6, 6-4 |

### Finales (2)
| Année | Tournoi     | Adversaire en finale | Score    |
| 2009  | US Open     | Kim Clijsters        | 5-7, 3-6 |
| 2014  | US Open (2) | Serena Williams      | 3-6, 3-6 |

### En simple dames
| Année | Open d'Australie | Open d'Australie    | Internationaux de France | Internationaux de France | Wimbledon       | Wimbledon           | US Open         | US Open             |
| ----- | ---------------- | ------------------- | ------------------------ | ------------------------ | --------------- | ------------------- | --------------- | ------------------- |
| 2006  | —                | —                   | —                        | —                        | Q1              | Miho Saeki          | —               | —                   |
| 2007  | —                | —                   | 1er tour (1/64)          | Nathalie Dechy           | 2e tour (1/32)  | Mara Santangelo     | 2e tour (1/32)  | Alizé Cornet        |
| 2008  | 1/8 de finale    | Ana Ivanović        | 3e tour (1/16)           | Ana Ivanović             | 3e tour (1/16)  | Jelena Janković     | 1/8 de finale   | Jelena Janković     |
| 2009  | 3e tour (1/16)   | Jelena Dokić        | 3e tour (1/16)           | Sorana Cîrstea           | 1/8 de finale   | Sabine Lisicki      | Finale          | Kim Clijsters       |
| 2010  | 1/8 de finale    | Li Na               | 1/4 de finale            | Francesca Schiavone      | 1/8 de finale   | Petra Kvitová       | 1/2 finale      | Vera Zvonareva      |
| 2011  | 1/2 finale       | Li Na               | 3e tour (1/16)           | Daniela Hantuchová       | 1/8 de finale   | Dominika Cibulková  | 1/2 finale      | Serena Williams     |
| 2012  | 1/4 de finale    | Kim Clijsters       | 3e tour (1/16)           | Kaia Kanepi              | 1er tour (1/64) | Tamira Paszek       | 1er tour (1/64) | Irina-Camelia Begu  |
| 2013  | 1/8 de finale    | Svetlana Kuznetsova | 2e tour (1/32)           | Bojana Jovanovski        | 2e tour (1/32)  | Petra Cetkovská     | 3e tour (1/16)  | Camila Giorgi       |
| 2014  | 3e tour (1/16)   | Garbiñe Muguruza    | 1er tour (1/64)          | Yanina Wickmayer         | 1/8 de finale   | Barbora Strýcová    | Finale          | Serena Williams     |
| 2015  | 2e tour (1/32)   | Victoria Azarenka   | 2e tour (1/32)           | Julia Görges             | 1/8 de finale   | Garbiñe Muguruza    | 2e tour (1/32)  | Petra Cetkovská     |
| 2016  | 1er tour (1/64)  | Yulia Putintseva    | —                        | —                        | 1er tour (1/64) | Svetlana Kuznetsova | 1/2 finale      | Angelique Kerber    |
| 2017  | 3e tour (1/16)   | Johanna Konta       | 1/4 de finale            | Jeļena Ostapenko         | 1/8 de finale   | Coco Vandeweghe     | 2e tour (1/32)  | Ekaterina Makarova  |
| 2018  | Victoire         | Simona Halep        | 1/8 de finale            | Daria Kasatkina          | 2e tour (1/32)  | Ekaterina Makarova  | 2e tour (1/32)  | Lesia Tsurenko      |
| 2019  | 3e tour (1/16)   | Maria Sharapova     | 1er tour (1/64)          | Veronika Kudermetova     | 3e tour (1/16)  | Zhang Shuai         | 3e tour (1/16)  | Bianca Andreescu    |
| 2020  | 3e tour (1/16)   | Ons Jabeur          | —                        | —                        | Annulé          | Annulé              | —               | —                   |
|       |                  |                     |                          |                          |                 |                     |                 |                     |
| 2023  | —                | —                   | —                        | —                        | —               | —                   | 1/8 de finale   | Coco Gauff          |
| 2024  | 2e tour (1/32)   | Maria Timofeeva     | —                        | —                        | 3e tour (1/16)  | Elena Rybakina      | 1/8 de finale   | Beatriz Haddad Maia |
| 2025  | —                | —                   | —                        | —                        | —               | —                   |                 |                     |

N.B. : à droite du résultat se trouve le nom de l'ultime adversaire.

### En double dames
| Année | Open d'Australie                                                                         | Open d'Australie                                                                       | Internationaux de France                                                               | Internationaux de France                                                               | Wimbledon | Wimbledon | US Open                                                                               | US Open |
| ----- | ---------------------------------------------------------------------------------------- | -------------------------------------------------------------------------------------- | -------------------------------------------------------------------------------------- | -------------------------------------------------------------------------------------- | --------- | --------- | ------------------------------------------------------------------------------------- | ------- |
| 2007  | —                                                                                        | —                                                                                      | —                                                                                      | —                                                                                      | —         | —         | 1er tour (1/32) Emma Laine \|\| style="text-align:left;" \| E. Dementieva F. Pennetta |         |
| 2008  | 2e tour (1/16) Klaudia Jans \|\| style="text-align:left;" \| Yan Zi Zheng Jie            | 1er tour (1/32) Jill Craybas \|\| style="text-align:left;" \| K. Srebotnik Ai Sugiyama | 1er tour (1/32) Jill Craybas \|\| style="text-align:left;" \| M. Kirilenko F. Pennetta | 2e tour (1/16) M. Domachowska \|\| style="text-align:left;" \| Anabel Medina V. Ruano  |           |           |                                                                                       |         |
| 2009  | 1er tour (1/32) Shahar Peer \|\| style="text-align:left;" \| A. Kudryavtseva E. Makarova | 1er tour (1/32) S. Cîrstea \|\| style="text-align:left;" \| M. Kirilenko F. Pennetta   | 2e tour (1/16) S. Cîrstea \|\| style="text-align:left;" \| M. Koryttseva T. Poutchek   | 3e tour (1/8) S. Cîrstea \|\| style="text-align:left;" \| S. Williams V. Williams      |           |           |                                                                                       |         |
| 2010  | 1er tour (1/32) Anabel Medina \|\| style="text-align:left;" \| T. Bacsinszky T. Garbin   | 2e tour (1/16) D. Hantuchová \|\| style="text-align:left;" \| S. Williams V. Williams  | 2e tour (1/16) Sania Mirza \|\| style="text-align:left;" \| Cara Black D. Hantuchová   | 2e tour (1/16) D. Hantuchová \|\| style="text-align:left;" \| B. Mattek M. Shaughnessy |           |           |                                                                                       |         |

N.B. : le nom du ou de la partenaire se trouve sous le résultat ; le nom des ultimes adversaires se trouve à droite.

### En double mixte
| Année | Open d'Australie | Open d'Australie | Internationaux de France                                                                | Internationaux de France                                                             | Wimbledon                                                                           | Wimbledon | US Open | US Open |
| ----- | ---------------- | ---------------- | --------------------------------------------------------------------------------------- | ------------------------------------------------------------------------------------ | ----------------------------------------------------------------------------------- | --------- | ------- | ------- |
| 2007  | —                | —                | 1er tour (1/16) Gaël Monfils \|\| style="text-align:left;" \| Lisa Raymond Bob Bryan    | —                                                                                    | —                                                                                   | —         | —       |         |
| 2008  | —                | —                | 1er tour (1/16) M. Matkowski \|\| style="text-align:left;" \| Liezel Huber Jamie Murray | 2e tour (1/16) M. Matkowski \|\| style="text-align:left;" \| K. Srebotnik Mike Bryan | 2e tour (1/8) M. Matkowski \|\| style="text-align:left;" \| Cara Black Leander Paes |           |         |         |

N.B. : le nom du ou de la partenaire se trouve sous le résultat ; le nom des ultimes adversaires se trouve à droite.

## Parcours en «Premier» et WTA 1000
Les tournois WTA « Premier Mandatory » et « Premier 5 » (entre 2009 et 2020) et WTA 1000 (à partir de 2021) constituent les catégories d'épreuves les plus prestigieuses, après les quatre levées du Grand Chelem.

### En simple dames
| Année |       |                             |                        |                               |                             |                              |                               |                               |                                  |                                |  |                                  |
| Doha  | Dubaï | Indian Wells                | Miami                  | Madrid                        | Rome                        | Canada                       | Cincinnati                    | Pékin                         |                                  | Tokyo                          |  |                                  |
| Doha  | Dubaï | Indian Wells                | Miami                  | Madrid                        | Rome                        | Canada                       | Cincinnati                    | Pékin                         | Wuhan                            |                                |  |                                  |
| Doha  | Dubaï | Indian Wells                | Miami                  | Madrid                        | Rome                        | Canada                       | Cincinnati                    | Pékin                         | Guadalajara                      |                                |  |                                  |
| 2009  |       | Hors calendrier             |                        | 1/4 de finale V. Zvonareva    | 1/4 de finale S. Kuznetsova | Finale D. Safina             | 3e tour (1/8) V. Azarenka     | 2e tour (1/16) Zheng J.       | 1/4 de finale E. Dementieva      | 1er tour (1/32) M. J. Martínez |  | 2e tour (1/16) A. Wozniak        |
| 2010  |       | Hors calendrier             | 3e tour (1/8) S. Peer  | Finale J. Janković            | 1/4 de finale J. Henin      | 2e tour (1/16) A. Bondarenko | 3e tour (1/8) M. J. Martínez  | Victoire V. Zvonareva         | 3e tour (1/8) M. Bartoli         | Victoire V. Zvonareva          |  | Victoire E. Dementieva           |
| 2011  |       | Hors catégorie              | Victoire S. Kuznetsova | Victoire M. Bartoli           | 4e tour (1/8) A. Petkovic   | 3e tour (1/8) J. Görges      | 1/2 finale M. Sharapova       | 2e tour (1/16) R. Vinci       | 2e tour (1/16) C. McHale         | 1/4 de finale F. Pennetta      |  | 3e tour (1/8) K. Kanepi          |
| 2012  |       | 2e tour (1/16) L. Šafářová  | Hors catégorie         | 4e tour (1/8) A. Ivanović     | 1/2 finale M. Sharapova     | 3e tour (1/8) S. Williams    | 2e tour (1/16) A. Medina      | 1/2 finale P. Kvitová         | 3e tour (1/8) A. Pavlyuchenkova  | 3e tour (1/8) A. Kerber        |  | 1/4 de finale A. Radwańska       |
| 2013  |       | 1/4 de finale A. Radwańska  | Hors catégorie         | Finale M. Sharapova           | 3e tour (1/16) G. Muguruza  | 1er tour (1/32) Y. Shvedova  | 1er tour (1/32) B. Jovanovski | 2e tour (1/16) S. Cîrstea     | 1/4 de finale V. Azarenka        | 1/4 de finale S. Williams      |  | 1/2 finale A. Kerber             |
| 2014  |       | 2e tour (1/16) Y. Wickmayer | Hors catégorie         | 4e tour (1/8) J. Janković     | 1/4 de finale Li N.         | 2e tour (1/16) R. Vinci      |                               | 1/4 de finale S. Williams     | 1/2 finale S. Williams           | 2e tour (1/16) S. Stosur       |  | 1/2 finale E. Bouchard           |
| 2015  |       | Hors catégorie              | 1/2 finale S. Halep    | 3e tour (1/16) B. Bencic      | 4e tour (1/8) V. Williams   | 1/4 de finale M. Sharapova   | 2e tour (1/16) V. Azarenka    | 2e tour (1/16) B. Bencic      | 2e tour (1/16) V. Azarenka       | 3e tour (1/8) A. Kerber        |  | 2e tour (1/16) A. K. Schmiedlová |
| 2016  |       | 3e tour (1/8) E. Vesnina    | Hors catégorie         | 2e tour (1/32) Zhang S.       | 3e tour (1/16) E. Svitolina |                              |                               |                               |                                  | 3e tour (1/8) A. Radwańska     |  | 3e tour (1/8) A. Radwańska       |
| 2017  |       | Hors catégorie              | Finale E. Svitolina    | 1/4 de finale K. Mladenovic   | Finale J. Konta             | 2e tour (1/16) C. Suárez     |                               | Finale E. Svitolina           | 1/4 de finale Ka. Plíšková       | 3e tour (1/8) P. Kvitová       |  | 2e tour (1/16) M. Sákkari        |
| 2018  |       | 1/2 finale P. Kvitová       | Hors catégorie         | 4e tour (1/8) D. Kasatkina    | 2e tour (1/32) M. Puig      | 3e tour (1/8) K. Bertens     | 1/4 de finale A. Kontaveit    | 2e tour (1/16) A. Sabalenka   | 2e tour (1/16) K. Bertens        | Victoire A. Sevastova          |  | 3e tour (1/8) M. Puig            |
| 2019  |       | Hors catégorie              |                        | 2e tour (1/32) E. Alexandrova | 4e tour (1/8) Hsieh Su-wei  | 1er tour (1/32) A. Cornet    | 1er tour (1/32) D. Collins    | 2e tour (1/16) I. Świątek     | 1er tour (1/32) D. Yastremska    | 1/2 finale N. Osaka            |  | 1er tour (1/32) Hsieh S.-w.      |
|       |       | WTA 1000                    |                        |                               |                             |                              |                               |                               |                                  |                                |  |                                  |
| 2023  |       | Hors catégorie              |                        |                               |                             |                              |                               | 2e tour (1/16) M. Vondroušová | 1er tour (1/32) V. Gracheva      |                                |  |                                  |
| 2024  |       |                             |                        | 1/4 de finale I. Świątek      | 2e tour (1/32) A. Kalinina  | 1er tour (1/64) S. Errani    |                               |                               | 2e tour (1/16) A. Pavlyuchenkova |                                |  |                                  |

Sous le résultat, l’ultime adversaire.
1. 1 2   Les tournois de Doha et Dubaï alternent le statut de tournoi WTA 1000 (ex Premier 5) entre 2009 et 2023 : les trois premières éditions ont lieu à Dubaï, les trois suivantes à Doha, puis Dubaï accueille le tournoi de cette catégorie les années impaires et Dubaï les années paires. De 2011 à 2023, la ville qui n’accueille pas de WTA 1000 organise à la place un tournoi WTA 500 (ex Premier).
2. 1 2 3 4 5 6 7 8   L’ordre de déroulement des tournois a évolué depuis 2009 : Rome se dispute avant Madrid et Cincinnati avant Montréal/Toronto jusqu’en 2010, tandis que Tokyo/Wuhan/Guadalajara ont lieu avant Pékin jusqu’en 2023.

Nota: à partir de 2024, le nombre de tournois de cette catégorie passe à 10 par saison et l'alternance entre Dubaï et Doha est supprimée. Le codage Wiki actuel ne permet l'affichage que du résultat de Dubaï si la joueuse a également joué Doha.

### En double dames
| 2009                                                                            |                                                                              |   |   |   |   |   |                                                                         |  |  |                                                                               |                                                                              |                                                                             |   |   |   |   |  |  |
| 1er tour (1/16) Schiavone \|\| style="text-align:left;" \| Kleybanova Niculescu | 1er tour (1/16) Cîrstea \|\| style="text-align:left;" \| Kuznetsova Mauresmo | — | — | — | — | — | —                                                                       |  |  | 1er tour (1/16) Husárová \|\| style="text-align:left;" \| Hantuchová Sugiyama | 2e tour (1/8) Radwańska \|\| style="text-align:left;" \| Hantuchová Sugiyama | —                                                                           | — | — | — |   |  |  |
| 2010                                                                            |                                                                              |   |   |   |   |   |                                                                         |  |  |                                                                               |                                                                              |                                                                             |   |   |   |   |  |  |
| 1er tour (1/16) Medina \|\| style="text-align:left;" \| Borwell Kops-Jones      | —                                                                            | — | — | — | — | — | 1er tour (1/16) Medina \|\| style="text-align:left;" \| Peer Voskoboeva |  |  | —                                                                             | —                                                                            | 2e tour (1/8) Hantuchová \|\| style="text-align:left;" \| Peschke Srebotnik | — | — | — | — |  |  |

N.B. : le nom de la partenaire se trouve sous le résultat ; le nom des ultimes adversaires se trouve à droite.

## Parcours aux Masters

### En simple dames
| # | Date       | Nom de l'édition                              | ($)       | Surface    | Résultat               | Ultime adversaire   | Score          |          |
| - | ---------- | --------------------------------------------- | --------- | ---------- | ---------------------- | ------------------- | -------------- | -------- |
| 1 | 27/10/2009 | Sony Ericsson Championships Doha              | 4 550 000 | Dur (ext.) | 1/2 finale             | Serena Williams     | 6-4, 0-1, ab.  | Parcours |
| 2 | 26/10/2010 | WTA Championships Doha                        | 4 550 000 | Dur (ext.) | Finale                 | Kim Clijsters       | 6-3, 5-7, 6-3  | Parcours |
| 3 | 25/10/2011 | TEB BNP Paribas WTA Championships Istanbul    | 4 900 000 | Dur (int.) | Round Robin (victoire) | Agnieszka Radwańska | 5-7, 6-2, 6-4  | Parcours |
| 3 | 25/10/2011 | TEB BNP Paribas WTA Championships Istanbul    | 4 900 000 | Dur (int.) | Round Robin (défaite)  | Vera Zvonareva      | 6-2, 4-6, 6-3  | Parcours |
| 3 | 25/10/2011 | TEB BNP Paribas WTA Championships Istanbul    | 4 900 000 | Dur (int.) | Round Robin (défaite)  | Petra Kvitová       | 6-4, 6-2       | Parcours |
| 4 | 20/10/2014 | BNP Paribas WTA Finals Singapour              | 6 500 000 | Dur (int.) | 1/2 finale             | Serena Williams     | 2-6, 6-3, 7-66 | Parcours |
| 5 | 22/10/2017 | BNP Paribas WTA Finals by SC Global Singapour | 7 000 000 | Dur (int.) | Victoire               | Venus Williams      | 6-4, 6-4       | Parcours |
| 6 | 22/10/2018 | BNP Paribas WTA Finals by SC Global Singapour | 7 000 000 | Dur (int.) | Round Robin (défaite)  | Karolína Plíšková   | 6-2, 6-4       | Parcours |
| 6 | 22/10/2018 | BNP Paribas WTA Finals by SC Global Singapour | 7 000 000 | Dur (int.) | Round Robin (victoire) | Petra Kvitová       | 7-5, 3-6, 6-2  | Parcours |
| 6 | 22/10/2018 | BNP Paribas WTA Finals by SC Global Singapour | 7 000 000 | Dur (int.) | Round Robin (défaite)  | Elina Svitolina     | 5-7, 7-5, 6-3  | Parcours |

## Parcours aux Jeux olympiques

### En simple dames
| # | Date       | Nom de l'olympiade                  | Surface             | Résultat       | Ultime adversaire | Score         |          |
| - | ---------- | ----------------------------------- | ------------------- | -------------- | ----------------- | ------------- | -------- |
| 1 | 11/08/2008 | Olympic Tennis Event Pékin          | Dur (ext.)          | 3e tour (1/8)  | Elena Dementieva  | 7-63, 6-2     | Parcours |
| 2 | 28/07/2012 | Olympic Tennis Event Wimbledon      | Gazon (ext.)        | 1/4 de finale  | Serena Williams   | 6-0, 6-3      | Parcours |
| 3 | 06/08/2016 | Olympic Tennis Event Rio de Janeiro | Dur (ext.)          | 2e tour (1/16) | Petra Kvitová     | 6-2, 6-4      | Parcours |
| 4 | 27/07/2024 | Olympic Tennis Event Paris          | Terre battue (ext.) | 2e tour (1/16) | Danielle Collins  | 6-3, 3-6, 6-3 | Parcours |

## Classements WTA en fin de saison
| Année          | 2006 | 2007 | 2008 | 2009 | 2010 | 2011 | 2012 | 2013 | 2014 | 2015 | 2016 | 2017 | 2018 | 2019 | - | 2023 | 2024 |
| Rang en simple | 237  | 64   | 12   | 4    | 1    | 1    | 10   | 10   | 8    | 17   | 19   | 3    | 3    | 37   | - | 236  | 72   |
| Rang en double | 238  | 150  | 79   | 70   | 113  | 556  | -    | -    | -    | -    | -    | -    | -    | -    | - | -    | -    |

Source : (en) Classements de Caroline Wozniacki sur le site officiel de la Fédération internationale de tennis

### Périodes au rang de numéro un mondiale
| # | Précédée par    | Dates                   | Suivie par        | Nombre de semaines | Cumul |
| - | --------------- | ----------------------- | ----------------- | ------------------ | ----- |
| 1 | Serena Williams | 11/10/2010 - 13/02/2011 | Kim Clijsters     | 18                 | 18    |
| 2 | Kim Clijsters   | 21/02/2011 - 29/01/2012 | Victoria Azarenka | 49                 | 67    |
| 3 | Simona Halep    | 29/01/2018 - 25/02/2018 | Simona Halep      | 4                  | 71    |

Au 26 février 2018

## Records et statistiques

### Confrontations avec ses principales adversaires
Confrontations lors des différents tournois WTA avec ses principales adversaires (8 confrontations minimum et avoir été membre du top 10). Classement par pourcentage de victoires. Situation au 14 avril 2024 :
Les joueuses retraitées sont en gris.
| Joueuse              | Meilleur classement | Confrontations | Victoires | Défaites | Pourcentage de victoires | Dernière confrontation                              |
| -------------------- | ------------------- | -------------- | --------- | -------- | ------------------------ | --------------------------------------------------- |
| Serena Williams      | 1                   | 11             | 1         | 10       | 9,1                      | défaite (6-2, 3-6, 66-7) au Masters 2014            |
| Venus Williams       | 1                   | 8              | 1         | 7        | 12,5                     | victoire (6-4, 6-4) au Masters 2017                 |
| Maria Sharapova      | 1                   | 11             | 4         | 7        | 36,4                     | défaite (4-6, 6-4, 3-6) à l'Open d'Australie 2019   |
| Julia Görges         | 9                   | 10             | 4         | 6        | 40                       | victoire (6-1, 6-4) à Auckland 2020                 |
| Victoria Azarenka    | 1                   | 12             | 5         | 7        | 41,6                     | défaite (0-6, 4-6) à Cincinnati 2015                |
| Vera Zvonareva       | 2                   | 9              | 4         | 5        | 44,4                     | défaite (2-6, 6-4, 3-6) au Masters 2011             |
| Petra Kvitová        | 2                   | 15             | 7         | 8        | 46,7                     | victoire (7-5, 7-65) à l'US Open 2023               |
| Angelique Kerber     | 1                   | 16             | 8         | 8        | 50                       | victoire (6-4, 6-2) à Indian Wells 2024             |
| Jelena Janković      | 1                   | 11             | 6         | 5        | 54,5                     | victoire (6-3, 6-4) à Hong Kong 2016                |
| Svetlana Kuznetsova  | 2                   | 14             | 8         | 6        | 57,1                     | victoire (6-1, 4-6, 6-2) à Roland-Garros 2017       |
| Karolína Plíšková    | 1                   | 10             | 6         | 4        | 60,0                     | défaite (2-6, 4-6) au Masters 2018                  |
| Samantha Stosur      | 4                   | 13             | 8         | 5        | 61,5                     | victoire (6-3, 6-2) à l'US Open 2018                |
| Elena Dementieva     | 3                   | 8              | 5         | 3        | 62,5                     | victoire (6-1, 6-1) au Masters 2010                 |
| Lucie Šafářová       | 5                   | 8              | 5         | 3        | 62,5                     | victoire (6-4, 6-3) à Miami 2017                    |
| Agnieszka Radwańska  | 2                   | 17             | 11        | 6        | 64,7                     | victoire (6-3, 6-1) à Toronto 2017                  |
| Dominika Cibulková   | 4                   | 14             | 10        | 4        | 71,4                     | victoire (3-6, 7-65, 3-1 ab.) à Tokyo 2017          |
| Carla Suárez Navarro | 6                   | 8              | 6         | 2        | 75                       | victoire (6-0, 63-7, 6-2) à l'Open d'Australie 2018 |
| Marion Bartoli       | 7                   | 8              | 6         | 2        | 75                       | victoire (4-6, 6-1, 6-4) à Dubaï 2013               |
| Ekaterina Makarova   | 8                   | 9              | 7         | 2        | 77,8                     | défaite (4-6, 6-1, 5-7) à Wimbledon 2018            |
| Daniela Hantuchová   | 5                   | 8              | 7         | 1        | 87,5                     | victoire (6-1, 6-1) à Montréal 2014                 |
| Flavia Pennetta      | 6                   | 8              | 7         | 1        | 87,5                     | victoire (7-5, 6-0) à Dubaï 2015                    |

## Hors des courts
Elle termine le marathon de New York 2014 en 3 heures 26 minutes 33 secondes pour sa première participation à un marathon.